# محاصره انطاکیه (۱۰۹۸)
محاصرهٔ انطاکیه رویدادی است که در پیِ نخستین جنگِ صلیبی در خاورِ میانه در ۳ ژوئنِ ۱۰۹۸ میلادی و با تصرّفِ انطاکیه به‌دستِ صلیبیون به وقوع پیوست. تصرّفِ انطاکیه سرِ راهِ لشکرکشیِ صلیبیون به اورشلیم روی داد. پس از تشکیلِ کنت‌نشینِ ادسا صلیبیون مسیرشان را به سوی سرزمینِ مقدّس ادامه دادند. سپاهیانِ صلیبی نخست شهرِ ارتاح در قلمروِ حاکمِ سلجوقیِ انطاکیه را گرفته و سپس رهسپارِ انطاکیه شدند. شهرِ مهمِّ انطاکیه در اکتبرِ ۱۰۹۷ محاصره گشت، زیرا بدونِ تصرّفِ آن پیشروی به سوی اورشلیم ناممکن بود. حاکمِ شهر از امیرانِ منطقهٔ شام و حتّی فرمانروایانِ ایران و خلیفهٔ بغداد کمک خواست. به جز رضوان بن تتش، امیرِ حلب (که از حاکمِ انطاکیه کینه داشت)، دیگران قولِ کمک دادند. بر اثرِ طولانی شدنِ محاصره گروهی از سربازانِ اردوگاه خارج شدند و در پیِ آذوقه تا اطرافِ حلب پیش‌رفتند. حاکمِ انطاکیه، یاغی‌سیان، از این فرصت استفاده کرد و روزِ بعد به صلیبیون حمله کرد؛ ولی ناکام ماند. از طرفی، نیروهایی که به درخواستِ حاکمِ سلجوقی برای کمک به او حرکت کرده بودند با سپاهِ ده‌هاهزارنفری صلیبی که به سوی حلب رفته بود مواجه شدند و میانشان نبرد درگرفت. در این نبرد، پس از کشته شدنِ عدّهٔ زیادی از دو طرف، صلیبیون به سوی انطاکیه بازگشتند و سپاهِ سلجوقی تا حما عقب‌نشست.
طولانی شدنِ محاصرهٔ انطاکیه، کمبودِ خوراک، سرمای شدید و شیوعِ بیماری‌های مختلف سببِ نارضایتیِ صلیبیون شد. در نتیجه بسیاریشان از محاصره گریختند، از جمله پیر منزوی و ویلیام کارپن‌تر دیگر داعیه‌دار جنگ‌های صلیبی (آن‌ها بعداً برگشتند). در این هنگام و در پی تهدید و توطئه بوهموند که می‌خواست زمینه را برای حکومت آینده خود مهیا سازد، نماینده و فرستاده امپراتور و فرمانده لشکر بیزانس، اردوگاه را ترک کرد و شایع شد که او به قسطنطنیه بازگشته است. از این رو، صلیبیون امپراتور بیزانس را خائن به آرمان‌های صلیبی قلمداد کردند و تصمیم گرفتند که از این پس شهرهای آسیای صغیر، از جمله انطاکیه، را به‌امپراتور تحویل ندهند. پس از ناکامیِ سپاهیانِ شام در یاری رساندن به مردمِ انطاکیه، این‌بار با اقدام رضوان سپاه دیگری تجهیز شد و به سوی انطاکیه حرکت کرد، اما، سواران صلیبی این سپاه را غافلگیر کردند و شکست دادند. همزمان با این حوادث، افضل، پسر بدر جمالی و وزیر خلیفه خردسال فاطمی احمد مستعلی، فرستادگانی را نزدِ صلیبیون گسیل داشت و ایشان را به همکاری و هم‌پیمانی علیهِ سلجوقیان و تقسیمِ قلمروِ دولتِ سلجوقی دعوت کرد؛ که پذیرفته نشد.
اوایلِ مهِ ۱۰۹۸ کربغا، اتابکِ موصل، با سپاهی صدهزارنفره برای شکستنِ محاصره و نجاتِ مردمِ انطاکیه از موصل حرکت کرد. چون صلیبیون از حرکتِ این سپاهِ عظیم آگاهی یافتند، حدود چهارهزار نفرشان گریختند. اما سپاهِ مذکور سه هفته را با محاصرهٔ ادسا و نبردهای بیهوده و بدون یاری‌رسانی به انطاکیه سپری نمود. سرانجام انطاکیه، پس از هفت و به روایتی دیگر نه ماه پایداری، در ۳ ژوئنِ ۱۰۹۸ بر اثر خیانت نگهبان یکی از برج‌های شهر، بر روی مهاجمان صلیبی گشوده شد، مردم مسلمان شهر کشتار شده و امکان پیشروی به سوی شام و اورشلیم برای صلیبیون فراهم آمد. حاکم شهر نیز همراه با گروهی از افرادش گریخت، ولی به فاصله اندکی کشته شد. پس از چند روز سپاهِ کربغا به انطاکیه رسید و این بار نوبت صلیبیون بود که در محاصره نیروهای مسلمان قرار بگیرند. در نتیجه چندین روز زد و خورد، روحیهٔ سپاه صلیبی به شدت کم شده و آنان خود را در آستانهٔ نابودی و شکست می‌دیدند ولی با پیدایش سنان مقدس و افزایش روحیه‌ای که ناشی از آن بود تصمیم گرفتند که از شهر خارج شده و مستقیم با سپاه کربغا روبرو گردند. در نبردی که در ۲۸ ژوئن ۱۰۹۸ روی داد، سپاه کربغا به شدت شکست خورده و صلیبیون پیروز شدند. پس از چند ماه کشمکش و مناقشه میان سران سپاه صلیبی، بوهموند توانست با تمهیداتی که به کار ببندد، به‌عنوان نخستین شاهزادهٔ انطاکیه تعیین گردد و دوّمین دولتِ صلیبی را در انطاکیه برپا نماید.

## پیش‌زمینه

### آغاز جنبش و حرکت صلیبی
با پیروزیِ ترکانِ سلجوقی در نبرد ملازگرد در سال ۱۰۷۱ در مقابل امپراتوری بیزانس، امپراتور جدید قسطنطنیه، آلکسیوس کومننوس یکم، برای مقابله با پیشروی ترکان در آناتولی فرستادگانی را عازم غرب و پاپ کرد تا از مسیحیان لاتینی برای مقابله درخواست کمک کند. شرایط سیاسی، اجتماعی و مذهبی موجود در غرب اروپا همچون هزاره‌گرایی و همچنین گزارش‌های زائرانِ مسیحی از سیاست‌های سخت‌گیرانه و آزارِ مسلمانان مسیحیان را در اراضیِ مقدّس پاپ اوربانِ دوّم را واداشت تا در شورای کلرمون در ۲۷ نوامبرِ ۱۰۹۵ فراخوانی را برای کمک به امپراتوری بیزانس در مقابل ترکان مسلمان سلجوقی و همچنین بازپس‌گیری و آزادسازی اراضی مقدس صادر کند. پاپ اوربان با پیوندِ مفهومِ جنگِ مقدّس و عادلانه با مفاهیمِ پسندیدهٔ دیگرِ مسیحیت همچون نیکوکاری و زیارت اماکن مقدس، سرزمین مسیح و مقبره وی و همچنین دیگر اماکن مقدس مسیحیان را به عنوان هدف نهایی لشکرکشی مسیحیان به شرق قرار داد. از این رو جنگجویان و شوالیه‌ها — با انگیزه‌های مختلف — هنگام «صلیب گرفتن» سوگند یاد می‌کردند که آرامگاه مقدس مسیح را زیارت کنند تا از گناهان پاک شوند و در مقابل کلیسا وعدهٔ محافظت از اموال و ثروت آنها در زمان حضورشان در شرق را می‌داد. این فراخوان، پاسخ و آماده شدن اروپا برای حرکت به سمت شرق به قصد بازپس‌گیری اورشلیم و اراضی مقدس، سرآغاز جنبش صلیبی و حرکت مسیحیان لاتینی به سمت شرق و اراضی مقدس شد. پاپ نیز تاریخ ۱۵ اوت ۱۰۹۶، مصادف با روز عروج مریم را برای عزیمت نیروهای مسیحی به سمت شرق قرار داد.
پس از فراخوان پاپ اوربان در کلرمون، کشیشان و راهبان به مناطق مختلف اروپای غربی برای تشویق مردم به شرکت در جنبش صلیبی عازم شدند که سرشناس‌ترین آنها پیتر زاهد بود. این واعظ با حرکت میان شهرها و جذبِ مردم با خطابه‌های خود توانست هزاران نفر از مردم عامی — نه شوالیه و اربابانِ مسیحی — را به گرد خود برای شرکت در جنبش جمع کند. با جمع‌شدن سپاه نامنظم از عامه مردم بدون آمادگی کافی، پیتر حرکت خویش پس از هماهنگی با دیگر رهبر توده مردم، والتر مفلس، به سمت قسطنطنیه آغاز کرد. در این میان، برخی از صلیبیون عامه در مسیر خود به سمت شرق، که مجذوب ثروت یهودیان در کرانهٔ رود راین شده بودند و همچنین نگرش مسیحیان نسبت به یهودیان در آن ایام، سبب شد تا صلیبیون دست به کشتار یهودیان و غارت اراضی و شهرهای آن زنند. با این حال مابقی صلیبیون عامه تحت رهبری پیتر زاهد و والتر مفلس ژوئیه ۱۰۹۶ به قسطنطنیه رسیدند. امپراتور بیزاس که انتظار ورود زودهنگام چنین سپاه بزرگی را نداشت، نتوانست به موقع دولت خود را مهیای تأمین نیاز غذایی این سپاه کند بنابراین صلیبیون عامه برای یافتن و تهیه غذا و اقلام مورد نیاز خود دست به غارت و چپاول اطراف شهر زدند. پس از موافقت امپراتور آلکسیوس با حرکت این نیروها به سمت شرق، با ورود نیروهای صلیبی به آناتولی و قلمروی ترکان سلجوقی، نداشتن استراتژی مشخص و کمبود تدارکات سبب شد تا لشکرکشی عوام با شکست مواجه شود و مسیحیان حاضر در این لشکرکشی در زریگوردون و سویتت توسط ترکان همچون والتر کشته یا اسیر شوند.
پس از شکست لشکرکشی عوام، پنج ارتش اصلی از صلیبی تحت رهبری گادفری بوین، بوهموند تارانتو، ریموند سن‌ژیل، روبرت نورماندی و هیو ورماندوا در زمان و برنامهٔ مشخص شده به‌وسیلهٔ پاپ ماه اوت ۱۰۹۶، اروپای غربی را به سمت قسطنطنیه ترک کردند. آن‌ها مسیرهای مختلفی را به سوی قسطنطنیه برگزیدند و در بیرون از دیوارهای شهر و در میانه نوامبر ۱۰۹۶ تا آوریل ۱۰۹۷ گرد هم‌آمدند. پس از توافق رهبران صلیبی با آلکسیوس بر سر بازگرداندن قلمروهای از دست رفته امپراتوری بیزانس، امپراتور بیزانس نیروهای خویش را به همراه سپاه صلیبی عازم آناتولی کرد. نخستین هدف لشکرکشی شهر نیقیه بود که توسط ترکان سلجوقی در سال ۱۰۸۱ فتح شده بود که پیشتر از شهرهای مهم امپراتوری بیزانس و جهان مسیحیت به‌شمار می‌رفت. پس از تصرف نیقیه در ژوئن ۱۰۹۷، صلیبیون حرکت خود را به سمت مناطق مرکزی آناتولی ادامه دادند و توانستند نیروهای سلجوقی به رهبری قلج ارسلان یکم را در نبرد دورلیوم شکست دهند تا ضمن هموار شدن مسیر حرکت به سمت اراضی مقدس، قونیه پایتخت جدید سلجوقیان روم و شاهراه قسطنطنیه به شام نیز به تصرف آنها دربیاید. در فاصله گشودن قونیه تا انطاکیه، صلیبیون شهرهایی همچون هرقله، کیلیکیه، طرسوس و قیصریه و مرعش را میان سپتامبر تا اکتبر ۱۰۹۷ متصرف شدند. اما مهم‌ترین دستاورد صلیبیون پیش از انطاکیه، تصرف ادسا با کودتا توسط برادر گادفری بوین، یعنی بالدوین، بود که سبب شد تا نخستین دولت فرانک‌ها در سرزمین‌های آن سوی دریا (یا اوترمر) با محوریت شهر ادسا یا الرها در ۱۰۹۸ شکل بگیرد.

### وضعیت انطاکیه
شهر انطاکیه — که در زمانِ سلوکوسِ یکم به سالِ ۳۰۰ پیش از میلاد تأسیس شد — در ۱۲ مایلی دریا و در کنار رود عاصی یا رود اُرنتس قرار داشت، یکی از کانونی‌ترین شهرهای شرق مدیترانه، دروازه ورود صلیبیون به اراضی مقدس و همچنین پشتیبان اساسی آنها برای تصرف اورشلیم به‌شمار می‌رفت. این شهر که بارها به دلیل مختلف جایگاه خویش را در مقابل دیگر شهرهای منطقه همچون حلب پس از تصرف آن توسط مسلمانان از دست داده بود، اما پس از تصرف توسط امپراتوری بیزانس در قرن ۱۰ میلادی، انطاکیه توانست موقعیت مهم و راهبردی پیشینش را دوباره به‌دست‌آورد و بدل به بزرگ‌ترین دژ مرزی در شامات گردد. مردم این شهر آمیخته‌ای از یونانی‌ها، ارمنی‌ها، سریانی‌ها، یهودیان و عرب‌ها بودند. با این حال شکست امپراتوری بیزانس در مقابل ترکان سلجوقی در ملازگرد و پیشروی آنان در غرب سبب شد تا این شهر در سال ۱۰۸۵ در دوره ملکشاه و توسط سلیمان بن قتلمش تصرف شود. پس از مرگ قتلمش، ملکشاه، کنترل انطاکیه را به یاغی سیان واگذار کرد. یاغی سیان پس از مرگ سلطان سلجوقی ملکشاه، خود را مطیع فَخرِالمُلوک رضوان امیر حلب اعلام نمود اما با استفاده از اختلاف میان ابونصر دقاق، امیرِ دمشق، و کربغا، اتابکِ موصل، که از رقیبان رضوان محسوب می‌شدند، توانست در امور خود خودمختاری و استقلال زیادی کسب کند. او در سال ۱۰۹۶ و در طی نبردی ناموفق که از سوی دقاق برای تصرّفِ حلب صورت پذیرفته بود به رضوان خیانت نمود و از آن پس در شمارِ امیرانِ دست‌نشاندهٔ دقاق قرار گرفت.
انطاکیه از نظر دینی نیز اهمیت ویژه‌ای برای مسیحیان داشت. این شهر از پترس قدیس، بنا شده بود و اولین اسقف‌نشین شرق را او در همین شهر ایجاد کرده بود. همچنین این شهر در کنار اورشلیم، قسطنطنیه، اسکندریه و رم یکی از پاتریارک‌نشین جهان مسیحیت به‌شمار می‌رفت. مهم‌تر از آن، اینکه برای نسختین بار مسیحیان در این شهر «عیسوی» نامیده شدند. مسیحیان شهر که در مقایسه با مسلمانان در اکثریت بودند و شامل گروه‌های یونانی، یعقوبی، ارمنی و نسطوری می‌شد. افزون بر این همه قلعه‌ها و کوه‌های اطراف انطاکیه مانند بغراس و ارتاح از توابع انطاکیه بودند که اکثریت از مسیحیان و ارامنه تشکیل می‌شدند.
موقعیت جغرافیایی انطاکیه و احاطه‌شدن با موانع طبیعی زیاد به همراه دیوارهای مستحکم شهر، موقعیت دفاعی ویژه‌ای بدان بخشیده بود. افزون بر آن، قرار گرفتن حصار جنوبی شهر بر روی قله‌های مرتفع روند محاصره شهر را سخت و دشوار ساخته بود. بنا به گفته تاریخ‌نگارانی همچون ابوالفدا دیوارها و حصار انطاکیه در آن ایام با حصار شهر قسطنطنیه به لحاظ استحکام برابری می‌کرد. حصار انطاکیه به وسیلهٔ چهارصد برج محافظت می‌شد. وجود قلعه بغراس که کلید اتصال میان انطاکیه، اسکندرون و کیلیکیه بود، بر موقعیت استراتژیک این شهر افزوده بود. انطاکیه کلید شهرهای شمالی شامات و مرکزی مهم برای تجرات میان جهان اسلام با امپراتوری بیزانس و محل تلاقی راه‌های تجاری قرون وسطی بود، به‌نحوی که انطاکیه را دروازه شام می‌خوانند. همچنین شهر از پادگانی متشکل از پنج هزار سرباز نیرومند تشکیل می‌شد و توانایی انبار ذخایر غذایی فراوان و چاه‌های آب همیشگی در اختیار داشت. مسدودسازی رفت‌وآمد از سه دروازهٔ سنت پل، سگ و دوک با قرار دادن شماری از نیروهای محاصره کننده ممکن بود ولی برای مسدود سازی دو دروازهٔ سنت جرج و پل بارودار، لازم بود سپاه از رود العاصی گذشته و دوازده کیلومتر از دیگر نیروها دور شوند و این زیاد شدن حلقه محاصره و فاصله افتادن میان آنان و سپاه اصلی به وسیله رود، محاصره کنندگان این دو دروازه را در خطر یورش پادگان شهر قرار می‌داد.

## نخستین محاصره

### مقدمات محاصره
یاغی سیان با شنیدن خبر نزدیک شدن سپاه صلیبی نگران شده و دست به آزار و اذیت مسیحیان شهر زد. او ژان اکسیت، پاتریارک ارتدوکس انطاکیه را زندانی و شمار زیادی از مسیحیان را از شهر بیرون کرد و با شکستن حرمت کلیسای جامع پطرس مقدس، آنجا را به طویلهٔ اسب‌هایش بدل کرد. به محض نزدیک شدن صلیبیون، مردم مسیحیِ روستاهای اطراف که از آزار و اذیت یاغی سیان در امان نمانده بودند، شروع به کشتار پادگان‌های ترک نمودند. یاغی سیان در پی تلاش برای یافتن متحدانی برآمد. فخرالملوک رضوان، امیر حلب که از وقایع و خیانت سال پیش او، کینه به دل داشت به درخواست او را نپذیرفت در نتیجه یاغی سیان پسرش، شمس‌الدّوله را برای درخواست یاری به سوی دقاق، امیر دمشق فرستاد. دقاق برای نجات او سپاهی گردآورد و اتابکش، طغتکین ترکمان و جناح‌الدوله، حاکمِ حمص را نیز برای پیوستن به این سپاه فراخواند. او پیکی نیز به سوی کربغا، اتابک موصل که بزرگ‌ترین و نیرومندترین امیر جزیره در آن هنگام بود، فرستاد. کربغا که همواره خیال دستیابی حلب را در سر داشت، فرصت پیش آمده را مناسب دید و دست به لشکرکشی برای یاری انطاکیه در برابر عیسویان زد و از فرمانروایان بغداد و ایران نیز درخواست پشتیبانی نمود که اجابت گردید. او می‌دانست با کنترل کردن انطاکیه، می‌تواند حلب را از دو طرف محاصره کرده و به آرزوی دیرین خود دست یابد. در همین هنگام یاغی سیان تمام نیروهایش را به داخل شهر فراخوانده و به جمع‌آوری آذوقهٔ کافی برای روزهای طولانی محاصره گام برداشت.
صلیبی‌ها با رسیدن به شهر کوچک مراته که نخستین شهر از مناطق زیر فرمانروایی یاغی‌سیان بود، آن را به راحتی تصرف نمودند، زیرا پیش از رسیدن آنان، پادگان تُرکِ شهر فرار کرده بود. آنان همچنین ۱۰۰۰ سرباز را به فرماندهی رابرت، کنت فلاندرز را برای به سوی شهر ارتاح در جنوب مراته فرستادند تا آن را که پیش‌تر پادگانش به‌وسیلهٔ مردمِ عیسوی ساکن آن، کشتار و متواری شده‌بودند به کنترل خود دربیاورد. شهر ارتاح دارای استحکامات نظامی قدرتمندی بود و به سپر انطاکیه شهرت داشت و هیچ سپاهی بدون تسخیر این شهر نمی‌توانست بر انطاکیه دست یابد. مردم ارمنی شهر به رابرت خوشامد گفته و او بدون هیچ مشکلی شهر را در اختیار گرفت.

### آغاز محاصره
در بیستم اکتبر ۱۰۹۷ م، صلیبی‌ها به پلی رسیدند که به نام پل آهنین شناخته و بر روی رود اُرنتس بنا شده بود و توسط دو برج و بارویی نیرومند نگهبانی می‌شد. این پل که بر روی دوراهی مرعش و حلب و در ۱۲ کیلومتری شمال شهر انطاکیه قرار داشت با یورش بیدرنگ دسته ای از سپاه صلیبیون به فرماندهی آدهمار، اسقف لپوی تسخیر شده و روز بعد، بوهموند و پس از او، دیگر صلیبیون نیز به پای باروهای شهر رسیده و آن را در محاصره گرفتند.

نقشهٔ شهر انطاکیه و جایگاه نیروهای محاصره‌کنندهٔ صلیبی

دیوارهای مستحکم و استوار شهر به‌وسیلهٔ امپراتور ژوستینین بنا شده و تنها یک سده پیش از این رویداد به‌وسیلهٔ دولت بیزانس به خوبی مرمت گردیده بود، این باروها تمام شهر را دربرمی‌گرفت و به‌وسیلهٔ چهارصد برج نگهبانی می‌شد، از کناره رود اُرنتس مستقیم به سوی کوهستانی که در شرق و جنوب شرقی شهر قرار داشت امتداد می‌یافت و به ارگ بزرگ شهر که در بلندترین نقطه کوه سیلپیوس و ارتفاع سیصد متری قرار گرفته بود، می‌رسید. شهر دارای شش دروازه بود، دروازه ای که از میان شکافی در کوهستان شرقی شهر قرار گرفته بود به دروازه آهنین شهرت داشت. دروازه سنت پل در شمال شرقی شهر، مسیر دسترسی به پل آهنین و در ادامه حلب بود؛ دروازه سنت ژرژ در جنوب به سوی سواحل لبنان و لاذقیه منتهی می‌شد؛ دروازهٔ بزرگ پل بارودار که در کنار رودخانه قرار داشت به بندرهای اسکندرون و سنت سیمون منتهی می‌شد و دو دروازهٔ کوچکتر سگ و دوک نیز روبروی رودخانه و دشت مقابل شهر قرار داشتند. وسعت شهر درون دیوارها به قدری زیاد بود که می‌توانست آب و آذوقهٔ مورد نیازش را از باغات شهر تأمین نماید. گرچه وجود کوهستان در قسمت بزرگی از دیوار شرقی شهر که امکان برپایی اردوگاه را از محاصره کنندگان می‌گرفت، محاصره کامل آن را ناممکن می‌ساخت و این بزرگی شهر مایه ترس صلیبیون شد.
ترکان که خود نیز با استفاده از خیانت توانسته بودند در سال ۱۰۸۵ م شهر را تصرف کنند، این موضوع را مهم‌ترین تهدید خود می‌دانستند. یاغی‌سیان از نفرات کافی را برای سربازگذاریِ تمام دیوارهای شهر برخوردار نبود و در همان هنگام صلیبی‌ها نیز نتوانسته بودند به علت کمبود نفرات، شهر را کاملاً در محاصره خود در بیاورند. در نتیجه یاغی سیان که چشم انتظار نیروی کمکی بود به مدت دو هفته از هرگونه درگیری با صلیبی‌ها خودداری کرد، تا بتواند تا جای ممکن، جان سربازانش را حفظ کند.

صلیبی‌ها پس از رسیدن به شهر، در برابر باروهای شمال شرقی شهر اردو زده و ورود و خروج به سه دروازهٔ شهر را به کنترل خود درآوردند. بوهموند، در برابر دروازهٔ سنت‌پُل، ریموند، در برابر دروازه سگ و گادفری نیز در برابر دروازهٔ دوک موضع گرفته و اردو زدند و دو دروازهٔ پل بارودار و سنت ژرژ را موقتاً رها کردند و بقیهٔ سپاه در پشت مواضع بوهموند، اردو زدند. محاصره باروهای شرقی شهر به دلیل وجود کوهستان مرتفع و همچنین دروازهٔ آهنین که در گذرگاهی کوهستانی قرار داشت، امکان‌پذیر نبود، این دروازه بر کوره‌راهی کوهستانی در نزدیکی ارگ شهر که در ارتفاع سیصد متری از سطح شهر قرار داشت، واقع شده بود. آنان توانستند با ساخت پلی از قایق از رود گذر کرده و ادوگاه گادفری را به محل گورستان مسلمانان منتقل کنند و از آنجا کنترل مسیر ارتباطی بندر سنت سیمون و اِسکَندَرون با انطاکیه را زیر نظر بگیرند. کنترل راه انطاکیه به اِسکَندَرون و بندر سنت سیمون را نیز به تصرف درآوردند. تصرف بندر سنت سیمون توانایی برقراری ارتباط و فرستادن نامه به اروپا را فراهم نمود و همچنین مسیر دریایی برای تأمین تجهیزات پشتیبانی و نیروهای کمکی در اختیارشان قرار داد. اهمیت سفر دریایی از آنجا بود که در حالی که پیمودن مسیر زمینی از اروپا تا انطاکیه ماه‌ها زمان نیاز داشت، سفر دریایی در مدت زمان تنها دو هفته امکان‌پذیر بود.
طرح حمله مستقیم به باروهای شهر که توسط ریموند، کنت تولوز پشتیبانی می‌شد با مخالفت سایر سران روبرو شد. آنان که پس از طی مسیر طولانی بسیار خسته بوده و بزرگی باروهای شهر موجب ترسشان شده بود، برای حمله به شهر درنگ کردند تا شاید نیرویی کمکی به آنان بپیوندد. آنان منتظر ورود تانکرد از سوی اسکندرون و رسیدن سپاهیان امپراتور الکسیوس به‌همراه جنگ‌افزارهای محاصره بودند و اخباری نیز از نزدیک شدن ناوگانی جِنُوایی به آنجا رسیده بود. در نتیجهٔ این درنگِ صلیبی‌ها در حملهٔ مستقیم به شهر، روحیه و جرئت یاغی‌سیان که از قدرت و حملهٔ صلیبی‌ها بسیار بیمناک بود تقویت شد. در میان سران صلیبی، بوهموند که یکی از بزرگ‌ترین مخالفان در برابر پیشنهاد ریموند به‌شمار می‌رفت، در اندیشهٔ به چنگ آوردن فرمانروایی انطاکیه برای خود بود و قصد نداشت با حمله مستقیم به شهر، آن را به ویرانه ای بدل سازد. او برای جامه عمل پوشاندن به این آرزوی خود می‌دانست که باید راهی یافته و پیش از دیگران شهر را وادار به تسلیم کند تا دیگران خواسته‌های او را بپذیرند. او که اخباری از خیانت‌ورزی‌های شرقیان شنیده بود، امیدوار بود بتواند از این نیرنگ برای به چنگ آوردن شهر، سود جوید. سخنرانی بوهموند باعث به حاشیه رانده شدن ریموند شد و این رویداد باعث گردید تا کینه بوهموند در دل ریموند جای گیرد.
بوهموند توانست کسانی را در میان فراریان و تبعیدیان شهر که از میان پارگی‌های حلقهٔ محاصره و مدافعان پیوسته با داخل شهر در ارتباط بودند، یافته تا بتواند با استفاده از دوستان آنان از اخبار درون شهر آگاه گردد؛ هرچند این خبرچینی دوطرفه بود و مسیحیانی که به حسن نیت و سلطهٔ صلیبی‌ها بدگمان بودند یاغی‌سیان را از آنچه در اردوی صلیبی می‌گذشت، آگاه می‌کردند. در همین حال بود که او دریافت صلیبی‌ها در حمله مستقیم به شهر تردید داشته و در میان سران صلیبی برای حمله به شهر اختلاف افتاده است، افرادِ او گه‌گاه از دروازه‌های غربی شهر به بیرون رخنه می‌کردند و سربازانی صلیبی که در پی یافتن غذا از اردوی خود جدا شده‌بودند را قلع و قمع می‌کردند، بدین ترتیب او آغازگر تاخت و تاز بر اردوگاه صلیبی‌ها گردید. او همچنین به پادگان دژ حارم در آن سوی پل آهنین دستور داد تا از پشت بر اردوی صلیبی‌ها حملاتی را ترتیب دهند. در همین میان به او خبر رسید که پسرش شمس‌الدوله موفق شده است تا امیر دمشق را برای کمک به او برانگیزاند.
در ۱۷ نوامبر سیزده کشتی جنوایی به بندر سنت سیمون رسیده و با کمک‌شان این بندر به تصرف صلیبی‌ها درآمد و در نتیجه ارتباط دریایی صلیبی‌ها با زادگاه‌شان در اروپا برقرار شد. با وجود این پیروزی‌ها، صلیبی‌ها که برای ذخیره آذوقهٔ زمستان اندیشه ای نکرده بودند، برای تهیهٔ آذوقه در فشار قرار گرفتند و کمین‌های پی در پی سربازان یاغی سیان در کوهستان اطراف شهر بر سر سربازانی که به دنبال غذا از اردوگاه جدا می‌شدند، باعث گردیده بود تا روحیهٔ آنان کاهش یابد. با بررسی به عمل آمده توسط صلیبیون مشخص شد که این سربازان ترک از مسیر کوهستانی دره ای که دروازه آهنین در آن قرار داشت خود را به تپهٔ مشرف بر اردوگاه بوهموند می‌رسانند، در نتیجه برای مقابله با این تهدید سران صلیبی تصمیم گرفتند تا با استفاده از ابزارآلات و صنعتگران جنوآیی، برجی به نام مالرگارد را بر فراز تپهٔ روبروی دروازهٔ سنت پل بسازند؛ آنان توانستند با سربازگذاری این برج که در نزدیکی اردوگاه بوهموند قرار داشت، جلوی این حملات کشنده را بگیرند.
بخشی از این کمین‌ها نیز توسط پادگان دژ حارم که پیش از این دستوراتی از یاغی سیان دریافت کرده بود، صورت می‌پذیرفت؛ در نتیجه نزدیک به روزهایی که جنوآیی‌ها به انطاکیه رسیده بودند، سران صلیبی که از مسیر حرکت ترکان در بیرون از این دژ آگاهی کاملی نداشتند، بوهموند را همراه با دسته ای کوچک برای شناسایی تحرکات آنان، اعزام کردند و مأموریت او را صرفاً شناسایی محل اردوگاه ترکان تعیین کردند. او با توجه به عدم شناختش به منطقه، شوالیه‌هایش را به دو گروه تقسیم کرده و یک دسته را برای جستجوی محل اردوگاه ترکان به تپه‌های سنگی جبل طلعت و دسته دیگر را به عنوان نیروی پشتیبان تعیین کرد. او توانست به وسیله دسته اول و با تحمل دو کشته از شوالیه‌هایش در نزدیکی حارم، ترکان را فریب داده و آنان را به دنبال خود به محل کمین گاه دسته دوم بکشاند و با شوالیه‌های سواره خود بر سر آنان بتازد. به عقیده توماس آسبریج ممکن است که پس از نابودی این پادگان ترک، حارم به‌دست او تسخیر نشده باشد ولی او با اثبات توانایی‌های نظامی خود توانست خطر ترکان حارم را از میان بردارد.
در همین هنگام پادگان شهر، عده‌ای از مسیحیان و یونانیان شهر را به قتل رسانده و سرهایشان را با منجنیق به میان سپاه صلیبی پرتاب کردند و موجب ترس صلیبیون گردیدند. آن‌ها همچنین پاتریارک انطاکیه را به‌طور وارونه از باروهای بیرونی شهر می‌آویخته و در برابر دیدگان صلیبیون، با ترکه‌های آهنی شکنجه می‌نمودند.

### زمستان
اواخرِ دسامبر صلیبیون بر بندرِ لاذقیه (۶۰کیلومتریِ جنوبِ انطاکیه) دست یافتند و دسترسیشان به قبرس آسان‌تر شد. اگرچه این بندر به‌همراه بندر سنت سیمون کمک بزرگ‌تری برای تهیه تدارکات بود اما قابلیت اتکای همیشگی بر آن‌ها در روزهای زمستان، هنوز فراهم نگشته بود.
تقریباً در روزهای نزدیک به کریسمس ذخیرهٔ آذوقهٔ صلیبی‌ها در حال تمام شدن بود و در روستاهای اطراف شهر نیز دیگر چیزی یافت نمی‌شد. در حالی که گادفری در بستر بیماری افتاده بود، در جلسهٔ سران سپاه تصمیم بر آن شد تا بوهموند و رابرت، کنت فلاندرز فرماندهی سپاهی مرکب از بیست هزار نفر را بر عهده گرفته و در جهت درهٔ رود اُرنتس که به شهر حماه منتهی می‌شد حرکت و هرآنچه یافتند را غارت کنند. فرماندهی محاصره نیز در نبود این دو، برعهدهٔ ریموند و آدهمار قرار گرفت. پس از حرکت سپاه بوهموند در ۲۸ دسامبر، یاغی‌سیان که از این حرکت اطلاع یافته بود خود را آمادهٔ حمله به اردوگاه صلیبی‌ها نمود و پس از اطمینان از دور شدن کافی آنان در شب ۲۹ دسامبر با همهٔ نیروهایش از پل گذر کرد و بر اردوگاه صلیبی‌ها در شمال رود یورش برد. این حملهٔ ناگهانی، صلیبی‌ها را غافلگیر نمود اما ریموند با هوشیاری به سرعت عده‌ای از سواران را به خط کرد و در تاریکی شب بر صف ترکان یورش برد و ترکان به سوی پل شهر گریختند و سواران ریموند نیز دست به تعقیب آنان زدند. سرعت سواران ریموند به قدری بود که توانستند پیش از بسته شدن دروازه‌ها خودشان را به آن سوی پل برسانند که ناگهان اسبی که سوارش را از دست داده بود به سوی دسته سواران ریموند تاخت و صفوف سواران را برهم ریخت. سواران وحشت زده به سوی اردوگاه گریختند و باعث شدند ترکان جرئت یافته و صلیبیون را تا نزدیکی پل قایقی تعقیب کردند و پس از به صف شدن دوباره صلیبیون در آنجا، به شهر بازگشتند. تلفات از دو طرف، مخصوصاً صلیبی‌ها بسیار زیاد بود و حتی پرچم‌دار اسقف آدهمار نیز در میان کشته‌شدگان قرار داشت و پرچم اسقف به دست مسلمانان افتاده بود. افتادن پرچم به دست مسلمانان در نگاه سپاه صلیبی، نوعی شکست محسوب می‌شد و باعث کاهش روحیه آنان گردید.
در سوی دیگر، سپاه صلیبی‌ها به فرماندهی بوهموند در حال پیشروی به سوی جنوب، از رویدادهای انطاکیه و همچنین از خطری که به آن نزدیک می‌شد، بی‌خبر بود. در میانهٔ ماهِ دسامبر ابونصر دقاق، امیرِ دمشق، پس از دو ماه تأخیر به درخواستِ کمکِ یاغی‌سیان پاسخ گفت و با سپاهِ بزرگی، همراه با طغتکین، اتابکش و شمس الدوله، دمشق را ترک کرده‌بود و در مسیر، امیر حماه نیز به آنان پیوسته‌بود. در ۳۰ دسامبر نیروی متحد مسلمانان به شیزر رسیده و با اطلاع از وجود سپاه صلیبی‌ها در همان حوالی با سرعت به سوی آنان تاخته و در صبحگاه ۳۱ دسامبر، صلیبیون را در نزدیکی باره غافلگیر کردند. رابرت و سربازانش که پیشاپیش بوهموند در حرکت بودند، مورد یورش مسلمانان قرار گرفته و در محاصره افتادند اما بوهموند اندکی درنگ کرد تا هنگامی که مسلمانان از پیروزی خود اطمینان می‌یابند، بر سر آنان بتازد. با حملهٔ متقابل بوهموند به مسلمانان، رابرت رهایی پیدا کرد و سپاه مسلمانان با دادن تلفات بسیار زیاد، مجبور گردید تا به سوی حماه عقب‌نشینی کند. این سپاه صلیبی که در حقیقت با مأموریت جمع‌آوری آذوقه به راه افتاده و ظاهراً توانسته بود با پیروزی در برابر مسلمانان، خطر آنان را که به سوی انطاکیه می‌رفتند از بین ببرد، به علت تلفات بسیار و در حالی که تمام آذوقهٔ گردآوری شده را در هنگام نبرد از دست داده بود، مجبور گردید پس از سوزاندن یک مسجد و غارتِ چند دهکده کوچک و بدون به انجام رساندن مأموریتش به انطاکیه بازگردد.
سپاه بوهموند پس از بازگشت، با وضعیت وخیم دیگر صلیبیون در اردوگاه روبه‌رو شد. در فردای روز نبرد ۲۹ دسامبر، زلزله‌ای بسیار بزرگ به وقوع پیوست که حتی در ادسا نیز احساس شد و با به سردی گراییدن هوا و شروع باران‌هایی سیل‌آسا، وضعیت اردوگاه صلیبی‌ها بیش از پیش دچار وخامت شده بود. گرسنگی در میان سپاه با رسیدن سپاه بوهموند شدت پیدا کرد و به اعتقاد استفان، کنت بلوآ، این بلایا که برخلاف شنیده‌هایش از آفتاب سوزان سوریه بود را ناشی از ناخشنودی خداوند و گناهانشان می‌دانست و اسقف آدهمار نیز برای بخشایش گناهان، صلیبیون گرسنه را به سه روز روزه دعوت می‌کرد. جستجوی خواربار حتی تا نواحی دوردستِ کوهستان توروس که در کنترل شاهزادگان روبنی بود، کشیده شد و آنان وعده به کمک برای تأمین آذوقه دادند همچنین شماری از راهبان ارمنی ساکن کوهستان آمانوس نیز مقادیری آذوقه برای آنان ارسال کردند، اما با این وجود این مقدار از آذوقه، نیاز اردوگاه را برآورده نمی‌کرد. از سوی دیگر اردوگاه صلیبی‌ها به هدفی برای سودجویی عیسویان ارمنی و شامی مناطق اطراف انطاکیه بدل شد و آنان مواد خوراکی را با قیمت‌هایی بسیار سنگین که پرداختش تنها از عهدهٔ صلیبیون ثروتمند ساخته بود، را به آنان می‌فروختند. در نتیجهٔ این قحطی از هر هفت نفر، یکی به کام مرگ کشیده شد و از تمام اسب‌های اردوگاه، تنها هفتصد اسب برای صلیبی‌ها باقی‌ماند. وقایع اواخر دسامبر باعث شد تا سران صلیبی، روش‌های نظامی‌شان را مورد ارزیابی دوباره قرار دهند.
پس از گشوده شدن مسیر قبرس، آدهمار بنابر توصیه‌های پاپ با بزرگان کلیسای ارتدوکس در شرق همانند شمعون ارتباط برقرار کرد. شمعون، پاتریارک اورشلیم که پس از مرگ ارتق و ناامنی اورشلیم در قبرس اقامت گزیده‌بود، پیش از این، در ماه اکتبر با همکاری با آدهمار، گزارش‌های او را به کلیسای غرب فرستاده بود. او با آگاهی از وضعیت صلیبی‌ها هرچیز خوردنی و نوشیدنی که می‌یافت، مرتباً از قبرس برای صلیبی‌ها ارسال می‌کرد ولی این میزان از خوراکی‌ها نیز کفاف خوراک مورد نیاز سپاه را نمی‌داد. از همین روی رفته‌رفته شماری از سربازان شروع به تَرک اردوگاه صلیبی به سوی سرزمین‌های ثروتمندتر و حتی زادگاه خود نمودند. جدای از سربازان دون پایه، پیتر زاهد به‌همراه ویلیام نجار نیز در یکی از روزهای ماه ژانویه گریختند ولی توسط تانکرد دستگیر شده و به اردوگاه آورده‌شدند. اشتباه پیتر به سکوتی مصلحتی بخشوده شد ولی ویلیام مورد تنبیه بوهموند قرار گرفت. اسقف آدهمار با مشاهده این شرایط اسف‌بار و با کسب موافقت پاتریارک اورشلیم که در آن زمان رهبری تمام اسقف‌های یونانی و لاتینی شرق را بر عهده داشت، نامه‌ای به نام او و خطاب به همهٔ عیسویان باختر نگارش کرد و از آنان مدد خواست و در مقابل کسانی که از درخواست او سرباز زده و به سوگند جهادشان عمل نکنند را خارج از دین و مطرود قلمداد نمود.

### بهار
در ابتدای ماه فوریه، فرستادهٔ امپراتور، تاتِیسیوس، که همراه با عده‌ای از لشکریان بیزانسی، راهنمایان و کارشناسان قلعه‌گشایی، صلیبیون را از نیقیه تا انطاکیه همراهی نموده بود و همچنین روابط خوبی نیز با سران سپاه صلیبی برقرار نموده‌بود به ناگاه اردوگاه را ترک کرد و در بندر سنت سیمون سوار بر کشتی شده و رهسپار قبرس گردید. پیشتر نظریات و طرح‌های او برای محاصرهٔ دژهای اطراف انطاکیه از سوی سران صلیبی نادیده گرفته شده بود و او دلیل تَرکَش را تأمین خوارُبار مورد نیز برای سپاه اعلام کرد و برای اطمینان دادن به صلیبیون برای بازگشتش، شمار زیادی از همراهانش را در انطاکیه باقی گذارد. او بعدها در قسطنطنیه به امپراتور گفت که صلیبیونی — که گمان می‌گردند امپراتور یکی از عوامل تشویق ترکان برای انجام حملات فزاینده به صلیبیون است — در پی قتل او بوده و بوهموند او را از وجود این توطئه آگاه گردانیده بود. بلافاصله پس از اینکه تاتِیسیوس اردوگاه را ترک کرد بوهموند و یارانش شایعه‌ای ایجاد کردند که تاتِیسیوس از بیم جانش یا با انگیزهٔ خیانت فرار نموده است و در مقابل، تعهد پیشین صلیبیون و سوگندشان به امپراتور از اعتبار خارج است و به‌طور خلاصه دیگر نیازی نیست تا پس از تسخیر انطاکیه آن را به امپراتور واگذار نمایند.

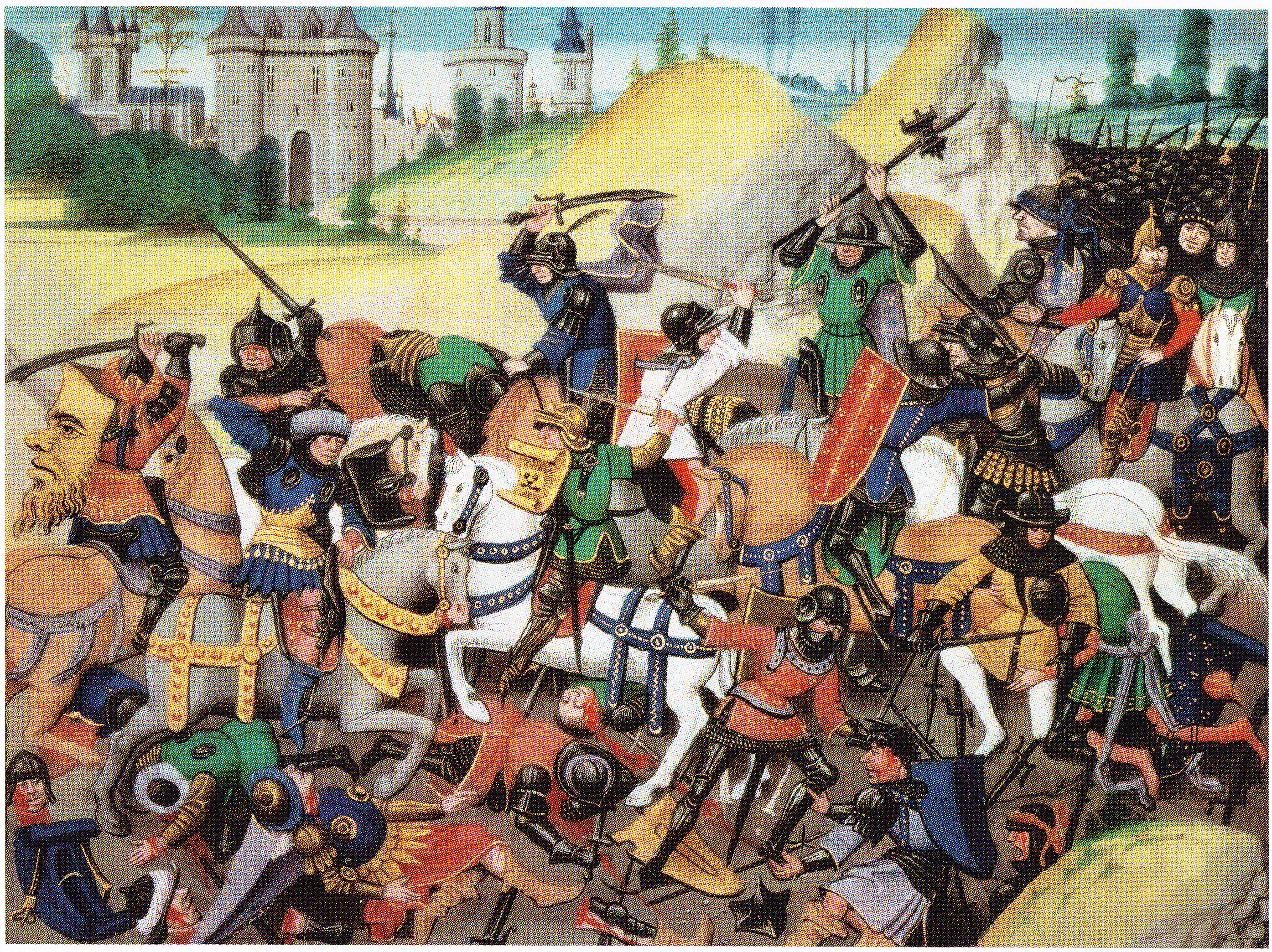
نبرد صلیبیون و ترکان در اطراف شهر، اثر دیوید اوبرت در سده پانزدهم میلادی

پس از شکست دقاق، یاغی‌سیان به درخواست کمک از سَرورِ پیشینش، فخرالملوک رضوان، امیر حلب پرداخت. رضوان که از پیشروی صلیبیون تا نزدیکی‌های مرزهای قلمروی خود بیمناک بود و از کمک نکردن به یاغی‌سیان در ابتدای این جنگ پشیمان شده‌بود تصمیم گرفت به یاری به انطاکیه بشتابد. او برای این کار عموزاده‌اش، سُکمان اَرتُقی و پدرزنش، امیر حما را نیز برای یاری خود فراخواند. در اوایل فوریه، نیروی متحد ۱۲ هزار نفری رضوان و امیر حما و سُکمان دژ حارم را به تسخیر خود درآورده و برای یورش به اردوگاه صلیبیون آماده شدند. تصمیم سران صلیبی در جلسه‌ای که برگزار کرده‌بودند بر آن شد تا بوهموند، استفان، کنت بلوآ و رابرت فلاندرز فرماندهی سواران را بر عهده گرفته و دشمن را غافلگیر و بر سرشان بتازند. در این بین فرماندهی ارشد بر دوش بوهموند قرار داده شد. سواران در ۸ فوریه به‌همراه ۷۰۰ سوار و با تاریک شدن هوا از روی پل قایقی عبور و به سوی پل آهنین و برای رویارویی در نبردی نابرابر به حرکت درآمده و در میان دریاچه و رودخانه موضع گرفتند. در سحرگاهان با پدیدار شدن سپاه مسلمانان، دسته‌ای از سواران به آنان یورش برده و با عقب‌نشینی، آنان را به میدان نبرد مورد نظرشان کشاندند. موقعیت محل استقرار سواران بوهموند در میان دریاچه و رودخانه به او این برتری را می‌داد که ترکان نتوانند از زیاد بودن تعدادشان سودی برده و سپاه کوچک او را دور زده و محاصره کنند. با شروع نبرد همهٔ سواران مجهز بوهموند به صفوف سواران سبک اسلحهٔ رضوان یورش بردند. با گریختن سواران رضوان از میدان نبرد، صفوف منظم سپاه رضوان درهم ریخت و همگی به‌سوی حلب گریختند و حتی پادگاه دژ حارم نیز دژ را رها کردند و به فراریان پیوستند و در نتیجه تعداد زیادی اسب و آذوقه به دست صلیبیون افتاد. در همان هنگام یاغی‌سیان از فرصت ایجادشده و در نبود سواره‌نظام صلیبی با تمام نیروی خود بر اردوگاه صلیبیون یورش برده‌بود. در بعد از ظهر آن روز، سواران بوهموند به اردوگاه رسیدند و سپاه صلیبی را در آستانهٔ شکست یافتند. یاغی‌سیان که با دیدن سواران از شکست نیروهای رضوان آگاه شده‌بود بدون درنگ تمام نیروهایش را به درون شهر بازگرداند.
سرمای سخت و جان‌کاه و کمبود مواد غذایی چنان شرایطی را بر سپاه وارد آورده بود که بسیاری جان باختند و از سپاه صد هزارنفری صلیبی که اروپا را ترک کرده بود، تنها ۳۰ هزار نفر باقی مانده بودند.
ادگار آتلینگ مدعی تاج و تخت انگلستان که از آنجا تبعید گشته‌بود، در قسطنطنیه به فرمان امپراتور و همراه با ابزارآلات قلعه‌گیری و چندین کارشناس نظامی به ناوگان زائران جنوایی پیوست و به سوی انطاکیه حرکت کرده بود. این ناوگان از سربازان انگلیسی و به فرماندهی ادگار در ۴ مارس به بندر سنت سیمون وارد شد. با رسیدن این خبر به اردوگاه صلیبیون، بوهموند و ریموند به‌همراه ۶۰ شوالیه و ۵۰۰ پیاده‌نظام به سوی سنت سیمون به حرکت درآمدند تا کارشناسان و ابزارآلات را به اردوگاه منتقل و در صورت امکان از مردان همراه ناوگان نیز سربازانی فراهم نمایند. آنان در ششم یا ۷ مارس و هنگام بازگشت به اردوگاه در کمین ترکانی که از شهر خارج شده‌بودند افتاده و در این درگیری، عده‌ای از سربازان، بارهاشان را رها کردند و به سوی اردوگاه فراری شدند و با رسیدن به اردوگاه، شایعهٔ مرگ بوهموند و ریموند را ایجاد کردند. گادفری به سرعت سربازانش را آماده کرد تا به‌سوی نیروهای شکست‌خورده به حرکت درآید و تجهیزاتی که به دست ترکان افتاده بود را بازپس‌گیرد که با دسته‌ای دیگر از سربازان یاغی‌سیان که از شهر خارج شده بودند درگیر شدند. هدف این دسته از سربازان ترک فراهم کردن فرصت کافی برای انتقال غنائم به شهر بود. در همین هنگام که نبردی سخت در بین گادفری و سربازان ترک جریان داشت، بوهموند و ریموند و بازماندگان سپاه‌شان به اردوگاه رسیدند و باعث شکست نیروهای امدادی ترک شدند. پس از آن سران صلیبی نیروهاشان را گردآورده و بر سربازان ترکِ حمل‌کنندهٔ غنائم یورش بردند و پیش از آنکه از پل شهر عبور کنند تا آخرین نفرشان را کشته و تمامی مصالح و تجهیزات را دوباره به تصرف خود درآوردند. در این نبرد ۱۵۰۰ تن از نیروهای یاغی‌سیان به‌همراه ۹ تن از امیران ترک یا به‌وسیلهٔ صلیبیون کشته یا در هنگام عبور از رودخانه جان باختند. صلیبیون نیز نزدیک به ۱۰۰۰ نفر تلفات متحمل شدند.
در پی این پیروزی، صلیبیون توانستند با استفاده از مصالح و کارگران از راه رسیده برجی در روبه‌روی پل بارودار و در کنار مسجد گورستان مسلمانان بسازند و محاصرهٔ شهر را تکمیل کنند. ساختمان این برج که به نام همان مسجد یعنی لامحمری معروف شد در ۱۴ مارس پایان یافت. در نخستین هفتهٔ آوریل تصمیم صلیبیون برای مسدودسازی رفت‌وآمد از دروازهٔ سنت ژرژ نیز بر آن شد تا در بالای کوه مشرف به آن دروازه، دژی ساخته بسازند. ساخت این دژ که به دژ تانکرد معروف گشت در ماه آوریل به پایان رسید. محاصرهٔ سخت شهر عمدهٔ عبور و مرور ترکان به خارج از شهر را قطع کرد و مردم شهر را در تنگنای گرسنگی قرار داد. از سوی دیگر با فرارسیدن بهار و بهبودی آب‌وهوا شرایط برای صلیبیون رو به بهبودی گذاشت. صلیبیون توانستند بدون مزاحمت‌های پیشین ترکان و به راحتی از مراتع سرسبز اطراف، آذوقهٔ مورد نیاز چهارپایان را تهیه کنند؛ و از طرفی با محاصره کامل شهر بازرگانانی که تا پیش از این، به شهر آذوقه‌های مورد نیاز را به قیمت‌های بالایی می‌فروختند حاضر به معامله با صلیبیون شدند. این وضع و پیروزی‌های ناشی از غارت کاروان‌هایی که از شام به انطاکیه در حرکت بودند باعث افزایش روحیهٔ سربازان صلیبی گردید.

### سفیر خلافت فاطمی
در ۸ فوریه سال ۱۰۹۸ م سفیران افضل شاهنشاه، صدراعظم خلیفهٔ فاطمی مصر به اردوگاه صلیبیون وارد شدند. افضل که سپاهیان صلیبی را همانند مزدوران امپراتور می‌پنداشت، اطمینان داشت که صلیبیون که با مشکلات و تهدیدات زیادی روبه‌رو بودند، پیشنهادش را به گرمی خواهند پذیرفت. او پیشنهاد تقسیم قلمروی سلجوقیان در شام را به صلیبیون ارائه نمود. در این پیشنهاد شمال شام سهم صلیبیون و فلسطین به تسخیر فاطمیان درمی‌آمد. صلیبیون سفیران را پذیرفتند ولی مذاکرات‌شان با آنان به سرانجامی نرسید و عاقبت سفیران فاطمی پس از یک ماه همراه با هدایایی که از پیروزی ۶ مارس به‌دست آمده‌بود، به مصر بازگشتند. درسی که این گفتگوها برای صلیبیون همراه داشت این بود که به آسانی می‌توان از امیران و حاکمان اسلامی ضد یکدیگر استفاده کرده و از اختلافات‌شان سود بُرد.

## تسخیر شهر
در روزهای آغازین ماه مه خبر حرکت کربغا از موصل به اردوگاه صلیبیون رسید. صلیبیون با آگاهی از این اخبار با کنار گذاشتن تعصبات‌شان و درسی که از ماجرای سفیران فاطمی گرفته بودند، با دقاق، امیر دمشق وارد مذاکره شده و از او درخواست نمودند تا در مقابل عدم تعرض به قلمرواش در جنگ پیشرو اعلان بی‌طرفی کند ولی او که از موضع عدم دخالت برادر و رقیبش رضوان امیر حلب آگاه شده‌بود به این مذاکرات روی خوش نشان نداد. کربغا شش ماه را صرف تلاش‌های دیپلماتیک و گردآوری سپاهیانی از مناطق مختلف نمود. او علاوه بر سربازان خود، سپاهیانی از امیران سلجوقی ایران، بغداد و امیر ارتقی گردآورده بود و دقاق و امیرِ حمص نیز در دمشق در انتظار پیوستن به سپاه او بود. تنها رضوان، امیر حلب حاضر نشد تا استقلالش را به خطر انداخته و با او همراه گردد. سپاهیان او نه از سر وظیفهٔ مذهبی برای نبرد با عیسویان، بلکه بیشتر بخاطر ترسی که از کربغا در دل داشتند حاضر شده‌بودند تا وی را همراهی نمایند. از طرفی پادگان یاغی‌سیان نیز همچنان در دفاع از شهر سخت پایداری می‌کردند. صلیبیون که می‌دانستند اگر نتوانند تا رسیدن سپاه کربغا، شهر را به تصرف درآورند، میان نیروهای تازه‌نفس او و پادگان شهر نابود می‌شوند سخت بیمناک و نگران شدند. صلیبیون پیکی را به‌سوی الکسیوس که در آناتولی در حال نبرد بود فرستادند و از او درخواست یاری نمودند. بوهموند که می‌دانست با رسیدن امپراتور و پیروزی، انطاکیه به تصرف او درخواهد آمد و آرزوهایش را در خطر می‌دید از در مخالفت درآمد ولی سرانجام میان آدهمار و ریموند و بوهموند قرار بر آن شد تا اگر سپاه امپراتور به یاری آنان نیامد و نخستین کسانی که به شهر راه می‌یافتند نیروهای بوهموند بودند، انطاکیه به تصرف او دربیاید.
کربغا که قصد نداشت نیرویی از صلیبیون و تهدیدی برای سپاهش را در پشت سرش باقی گذارد به سوی ادسا شتافت ولی از میزان نیروهای بالدیون در ادسا آگاهی نداشت. بالدوین که نیروی کافی برای حمله به کربغا را در اختیار نداشت، در قلعهٔ مستحکم ادسا که به آسانی قابل گشایش نبود، مستقر شد. کربغا سه هفتهٔ تمام را در محاصره ادسا و نبردهایی بی‌نتیجه تلف نمود و این فرصت کافی را برای صلیبیون در انطاکیه مهیا نمود.

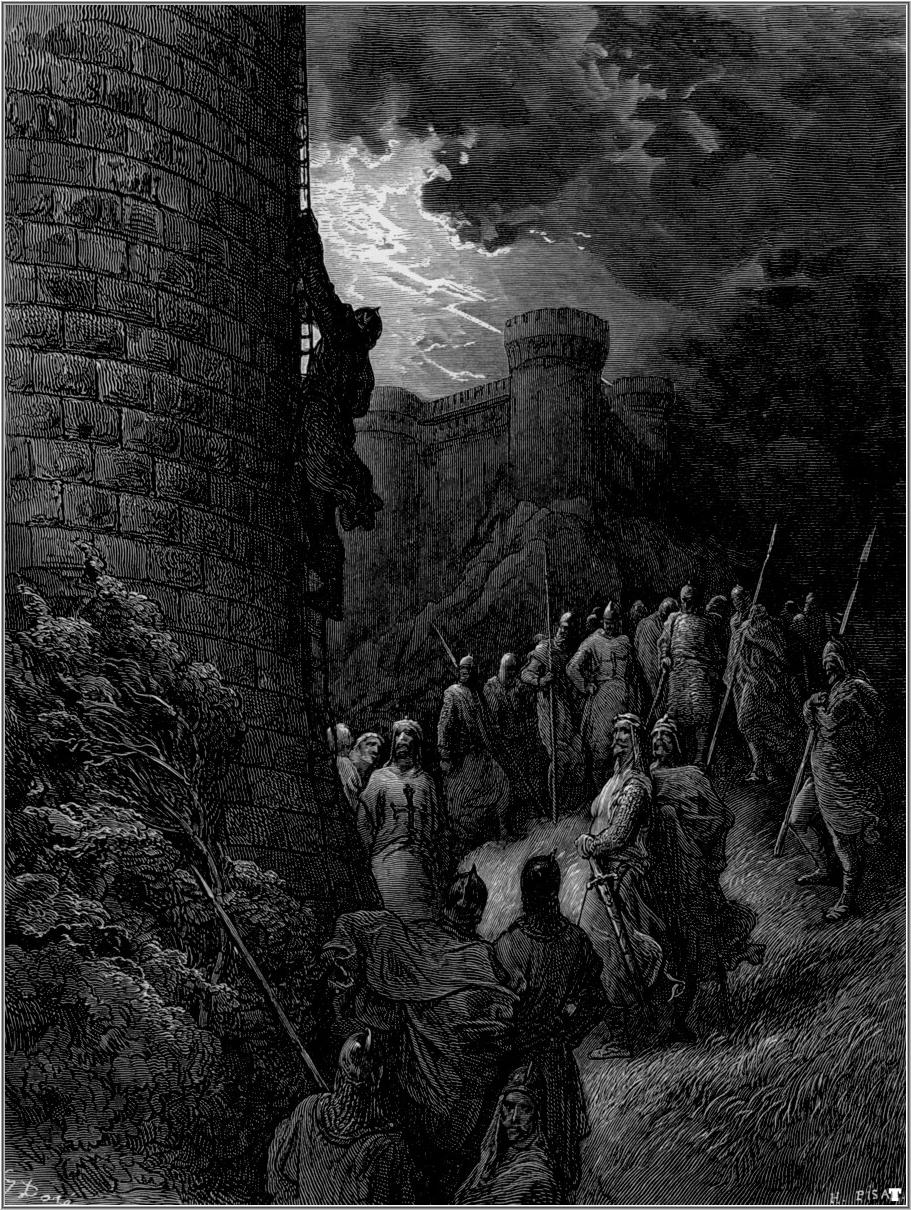
بوهمون و نرمن‌ها در حال بالا رفتن از باروی شهر، اثر گوستاو دوره، سده نوزدهم میلادی

در تمام این سه هفته بوهموند تمام تلاشش را به‌کار بست و پنهانی با یکی از فرماندهان پادگان شهر به نام فیروز رابطه‌ای محرمانه برقرار ساخته بود. فیروز که یکی از ارمنی‌های تازه مسلمان‌شده بود توانسته بود در حکومت یاغی‌سیان به مقامی دست یابد. فیروز که رابطه با هم‌کیشان پیشینش را قطع نکرده بود و به وسیلهٔ ارمنیان توانست با بوهموند ارتباط برقرار کند و حاضر به همکاری با او شود. بوهموند این ارتباط را از دیگران مخفی نگه داشت و با یکسره یادآوری کردن خطر سپاه کربغا سعی کرد تا ابعاد پیروزی پیش روی خود را بزرگتر کند. سرانجام در اواخر ماه مه کربغا محاصرهٔ ادسا را رها کرد به سوی انطاکیه شتافت و با هرچه نزدیکتر شدن سپاه او، ترس و وحشتی بزرگ‌تر در دل صلیبیون ایجاد می‌شد. تعداد فراریان روز به روز افزایش می‌یافت و ۲ ژوئن تعداد زیادی از سپاهیان شمال فرانسه به فرماندهی استفان بلوا به‌سوی اسکندرون گریختند. رفتن استفان از اردوگاه که بیش از همهٔ سرداران به ستایش از امپراتور الکسیوس می‌پرداخت، بیشترین سود را به عملی شدن رویاهای بوهموند رساند. درست در همان روز فیروز پسر خود را به سوی اردوی بوهموند فرستاد و اعلام کرد تا آمادهٔ خیانت به شهر است. او فرماندهی برجی به نام برج دوخواهر و دیوارهای نزدیک اطرافش را در اختیار داشت و این برج در روبروی دژ تانکرد واقع شده بود. او به بوهموند پیشنهاد داده بود تا در شب هنگام سپاهیان صلیبی اردوگاه را به سوی خاور ترک کرده و چنان وانمود نمایند که در حال حرکت به سوی کربغا هستند و سپس در نیمهٔ شب به کنار دیوارها رفته و با نردبان خود را به بالای باروی شهر برسانند. او در مقابل پذیرش این پیشنهاد از سوی بوهموند پسر خود را به عنوان گروگان به اردوگاه صلیبیون فرستاد.

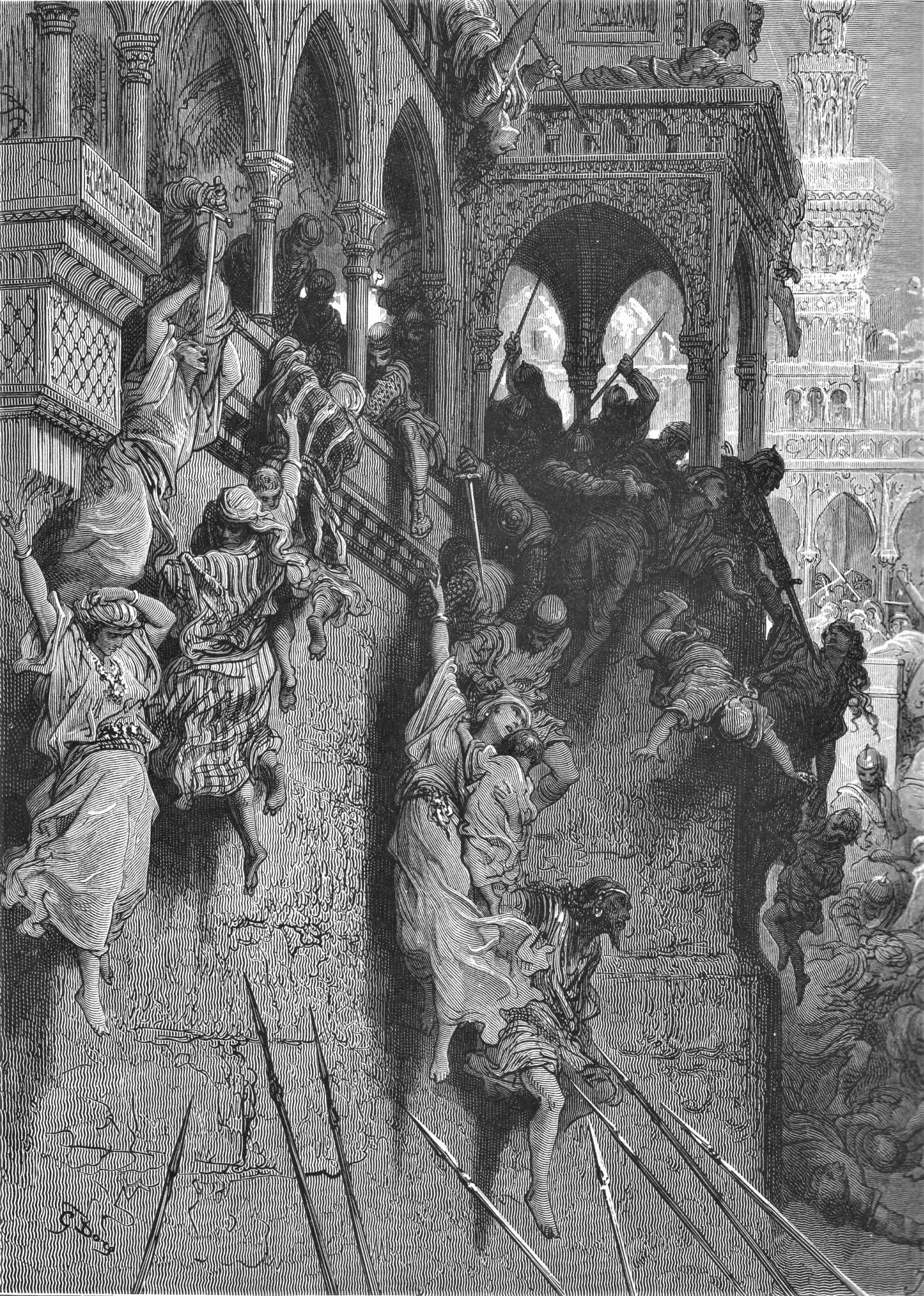
قتل‌عام انطاکیه اثر گوستاو دوره

با رو به تاریکی نهادن روز، بوهموند در اردوگاه ندای حرکت برای غارت آبادی‌های مسلمانان را داد و سپس سران صلیبی را به خیمهٔ خود آورده و رازش را با آنان در میان گذاشت و به آنان اطمینان داد که در همان شب انطاکیه سقوط خواهد نمود. با غروب آفتاب تمامی سپاه صلیبیون به سوی خاور به حرکت درآمدند. ترکان که این حرکت صلیبیون را دیدند، خیالی آسوده یافتند که شبی آرام را پشت سرخواهند گذاشت. در نیمه‌های شب به سپاه صلیبیون فرمان بازگشت به سوی دیوارهای غربی شهر داده شد. نیروهای بوهموند درست اندکی پیش از سپیده‌دم به مقابل برج دوخواهر رسیدند و نردبانی کنار برج نهاده و ۶۰ تن از شوالیه‌ها به فرماندهی فولک چارترس خود را به اتاقی که فیروز در آن انتظارشان را می‌کشید، رساندند. شوالیه‌ها از برج دوخواهر توانستند دو برج دیگر را که در کنترل فیروز قرار داشت به کنترل خود درآورده تا سپاهیان نردبان‌هاشان را در کنار دیوار قرار دهند. در همین میان بوهموند نیز از نردبان به بالای دیوار رفت. در همین هنگام گروهی از سربازان مشغول غافلگیر کردن نگهبانان ترک بر روی دیوارها و برج‌ها بودند و گروهی دیگر نیز به شهر راه یافته و عیسویان شهر را برانگیختند و توانستند دروازهٔ سنت ژرژ و دروازهٔ بزرگ پل را بر روی سپاهیان آمادهٔ صلیبی گشودند. سپاه صلیبی بدون مواجه شدن با مانعی جدی به شهر یورش برده و همراه با یونانیان و ارامنه، هر آنکس از ترکان را می‌دیدند، می‌کشتند. یاغی‌سیان که غافلگیر شده بود و شکستش را حتمی می‌دید بی‌درنگ سوار بر اسبی شده و از راه دروازهٔ آهنین از شهر گریخت. اما شمس‌الدوله افرادش را جمع کرد و پیش از صلیبیون ارگ شهر را به تصرف خودش درآورد. بوهموند که در تعقیب او بود راهی به درون ارگ پیدا نکرده و مجبور گشت تا درفش ارغوانی‌اش را در بلندترین نقطه موجود به اهتزاز درآورد. بوهموند پس از گردآوری نیروهایش دوباره به ارگ یورش برد اما درحالی که خودش هم زخمی گشته بود، مجبور گشت تا عقب بنشیند. پس از چندی یک روستایی ارمنی سر یاغی‌سیان را به بوهموند پیشکش کرد و اندوه ارگ بوهموند را کمی تسکین بخشید. یاغی‌سیان در راه از اسب افتاده بود و به‌وسیلهٔ چند روستایی که او را می‌شناختند، کشته شده‌بود. با فرارسیدن شب سوم ژوئن، دیگر هیچ ترکی در شهر زنده نمانده بود و حتی در روستاها و آبادی‌های اطرافش نیز تمامی ترکان به سوی کربغا گریخته بودند و همهٔ خانه‌های انطاکیه اعم از مسیحیان و مسلمانان همگی به باد غارت داده شده بودند.

## محاصرهٔ دوّم

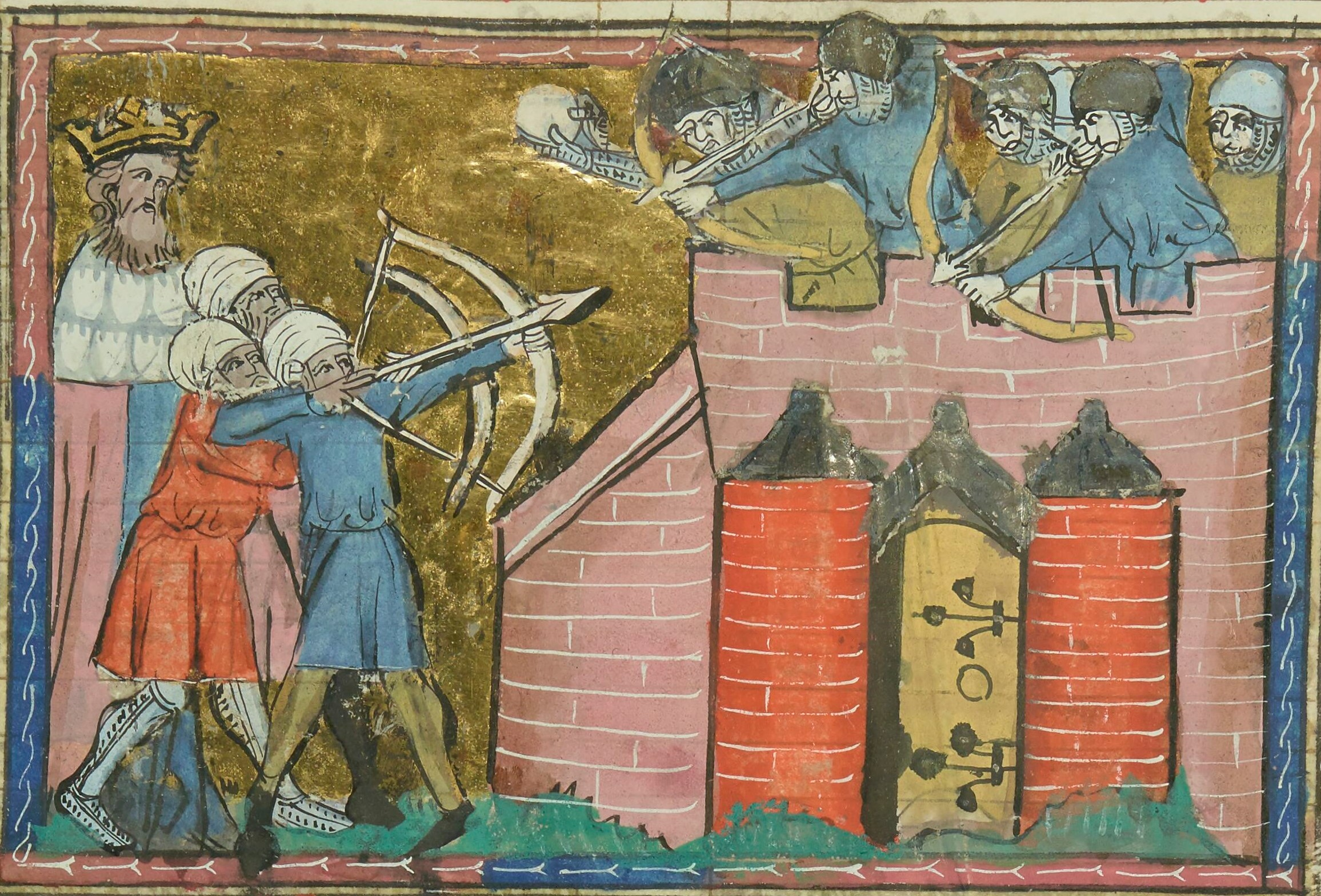
محاصرهٔ انطاکیه به‌وسیلهٔ کربغا، اتابکِ موصل. مینیاتوری از سدهٔ چهاردهم میلادی

با پایانِ شور و شادیِ پیروزی، صلیبیون دریافتند که وضعیتشان همچنان خطرناک است. با آن که باروهای مستحکمِ شهر از آنان حفاظت می‌کرد، برای نگهبانی در سرتاسرش سپاهی بزرگ و خارج از نیروی صلیبیون نیاز بود. ارگِ شهر نیز هنوز در تصرّفِ ترکان بود و نیازمند نگهبانی بود. ترکانِ ارگ نیرویی برای حمله به صلیبیون در اختیار نداشتند، ولی از درونِ ارگ می‌توانستند حرکات را در شهر دیده و به آگاهیِ سپاهِ کربغا برسانند.
سران صلیبیون، که خطر کربغا را جدّی می‌دانستند، هر یک وظیفهٔ دفاع از قسمتی از شهر را بر عهده گرفتند. نخستین کار سربازان پاک‌سازی شهر از اجساد بود تا شهر گرفتار بیماری‌های ناشی از فساد جنازه‌ها نگردد. اسقف آدهمار لپوی نیز به بازسازی کلیساها از جمله کلیسای جامع پطرس مقدس پرداخت که پیشتر مورد تعرض و اهانت ترکان قرار گرفته بودند و همچنین پاتریارک انطاکیه را نیز برخلاف اختلافات موجود اعتقادی‌شان، از زندان رها کرده و مقامش را احیا نمود.
۵ ژوئن سپاهِ کربغا به پلِ آهنین رسید و، پس از دو روز، در همان مکانِ اردوگاهِ پیشینِ صلیبیون جای گرفت. هدف او از درنگ برای حمله، برقراری ارتباط با ارگ شهر و ارزیابی میزان استحکامات و توانایی صلیبیون بود. توجه او بی‌درنگ به برج لامحمری جلب گشت، این برج که در برابر پل بارودار برپا شده‌بود، تنها راه ارتباطی و انتقال پشتیبانی از سنت سیمون به انطاکیه بود و صلیبیون برای حفظ این برج، دو برج دیگر، یعنی مالرگارد و تانکرد را رها نمودند. کربغا ۲۰۰۰ نفر را مأمور تصرف این برج کرد و رابرت، کنت فلاندرز توانست به‌همراه ۵۰۰ نفر سربازانش، ۳ شبانه روز در برابر حملات ترکان مقاومت کند. او در شب ۸ یا ۹ ژوئن با استفاده از تاریکی شب به‌همراه تمام سربازانش به سوی شهر عقب نشست و برج را به آتش کشید تا به دست کربغا نیفتد. شمس‌الدوله پیکی به نزد کربغا فرستاد تا از او درخواست کمک نماید اما کربغا درخواست کرد که کنترل ارگ به فرستاده‌اش احمد بن مروان واگذار شود و شمس‌الدوله نیز به ناچار پذیرفت و ارگ و تمامی ذخایر آن را به احمد بن مروان واگذار نمود. نخستین نقشهٔ کربغا حمله به شهر از درون ارگ بود در نتیجه احمد بن مروان در سپیده‌دم ۹ ژوئن حمله‌اش را آغاز کرد. صلیبیون که این رویداد را پیش‌بینی می‌کردند در میان شهر و ارگ دیواری ساخته و دوک نرماندی به‌همراه هیو، کنت ورماندو و رابرت، کنت فلاندرز را مسئول نگهبانی آن قرار داده بودند. با آنکه شمار نیروی ترکان از مدافعان بیشتر بود اما مدافعان تلفات سنگینی به مروان وارد کرده و او را مجبور به عقب‌نشینی نمودند.
همزمان با نبرد با پادگان ارگ و در ۱۰ ژوئن، کربغا که تصمیم به محاصرهٔ کامل شهر گرفته بود، حرکتش را آغاز کرد تا بتواند با همراه با فشار ناشی از گرسنگی بر صلیبیون، آنان را از پای درآورد اما صلیبیون برای جلوگیری از این کار بر او یورش بردند اما شکست خورده و به سوی دیوارهای شهر گریختند. این زدوخورد میان صلیبیون و کربغا تا دو روز به طول انجامید. در شب دهم ژوئن شماری از سواران به فرماندهی ویلیام، شوهر خواهر بوهموند، خود را از حلقه محاصره آزاد کرده و به‌سرعت به بندر سنت سیمون رسانده و در آنجا اخبار انطاکیه را پخش نمودند. در نتیجه ناوگان‌های مستقر در بندر که احتمالاً متعلق به جمهوری جنوآ بودند بادبان کشیده، برای یافتن بندرگاهی ایمن به‌همراه فراریان به طرسوس رفتند. این فراریان در طرسوس به نیروهای استفان بلوآ پیوستند.
تنها کورسوی امید صلیبیون به از راه رسیدن لشکر امپراتور بسته بود. امپراتور در همین روزها تا قلب آسیای کوچک پیشروی کرده و قصد حرکت به‌سوی انطاکیه را داشت. در میانهٔ ماه ژوئن اَلکسیوس که به فیلوملیوم رسیده بود با استفان بلوآ و ویلیام روبرو گردید. هنگامی که خبر نزدیک شدن امپراتور به این دو تن در طرسوس رسید، آنان تصمیم گرفته نیروهاشان را رها کرده و به تاخت به نزد امپراتور بروند و او را از شکست نزدیک و زودهنگام صلیبی‌ها در انطاکیه باخبر سازند. در همین هنگام از قیصریه خبر رسید که سپاهی از ترکان برای غافلگیر نمودن لشکر امپراتور به راه افتاده است. الکسیوس که در درستی گفتار استفان و ویلیام شکی نداشت و این خبرها بیمناکش گردانیده بود، با تصمیم شورایی از بزرگان، لشکرش را به سمت شمال عقب نشاند و زمین‌های بسیاری را برای محافظت از خود به آتش کشید. با رسیدن خبر بازگشت امپراتور به‌سوی قسطنطنیه، خشمی بزرگ بر صلیبیون چیره شد. صلیبیون که خود را سربازان خدا می‌دانستند این کار الکسیوس را خیانتی بزرگ به دین مسیحیت قلمداد نموده و این خیانت امپراتوری بیزانس را هیچگاه نبخشیدند.
در دوازدهم ماه ژوئن، کربغا ناگهان به یکی از برج‌های دیوارهٔ جنوب غربی شهر حمله برد و نزدیک بود که پیروز گردد که با دلاوری چندین شوالیه کاری از پیش نبرد. بوهموند نیز برا جلوگیری از روی دادن دوبارهٔ چنین اتفاقی تمامی خانه‌های نزدیک به دیوار شهر را به آتش کشید تا کار جابجایی سپاه را آسان‌تر نماید. کربغا در ۱۴ ژوئن حملاتش را متوقف کرد و راهبرد مهار قدرت صلیبیون را در پیش گرفت؛ در نتیجه صلیبیون تحت فشار گرسنگی و کاهش روحیه قرار گرفته و ناتوانی‌شان افزون گردید. در این شرایط، سرنوشت نخستین جنگ صلیبی به این جنگ گره خورده بود. در حالی که هر لحظه، خطر حملهٔ ناگهانی و کوبندهٔ کربغا، صلیبیون را تهدید می‌نمود وحشت ناشی از خطر ضدحملهٔ گستردهٔ مسلمانان و همچنین تضعیف ناشی از گرسنگی و مرگ و میر روزانه و لحظه به لحظهٔ سربازان، باعث شده بود تا سپاه صلیبی در انطاکیه کاملاً فلج شود.

### سنانِ مقدّس

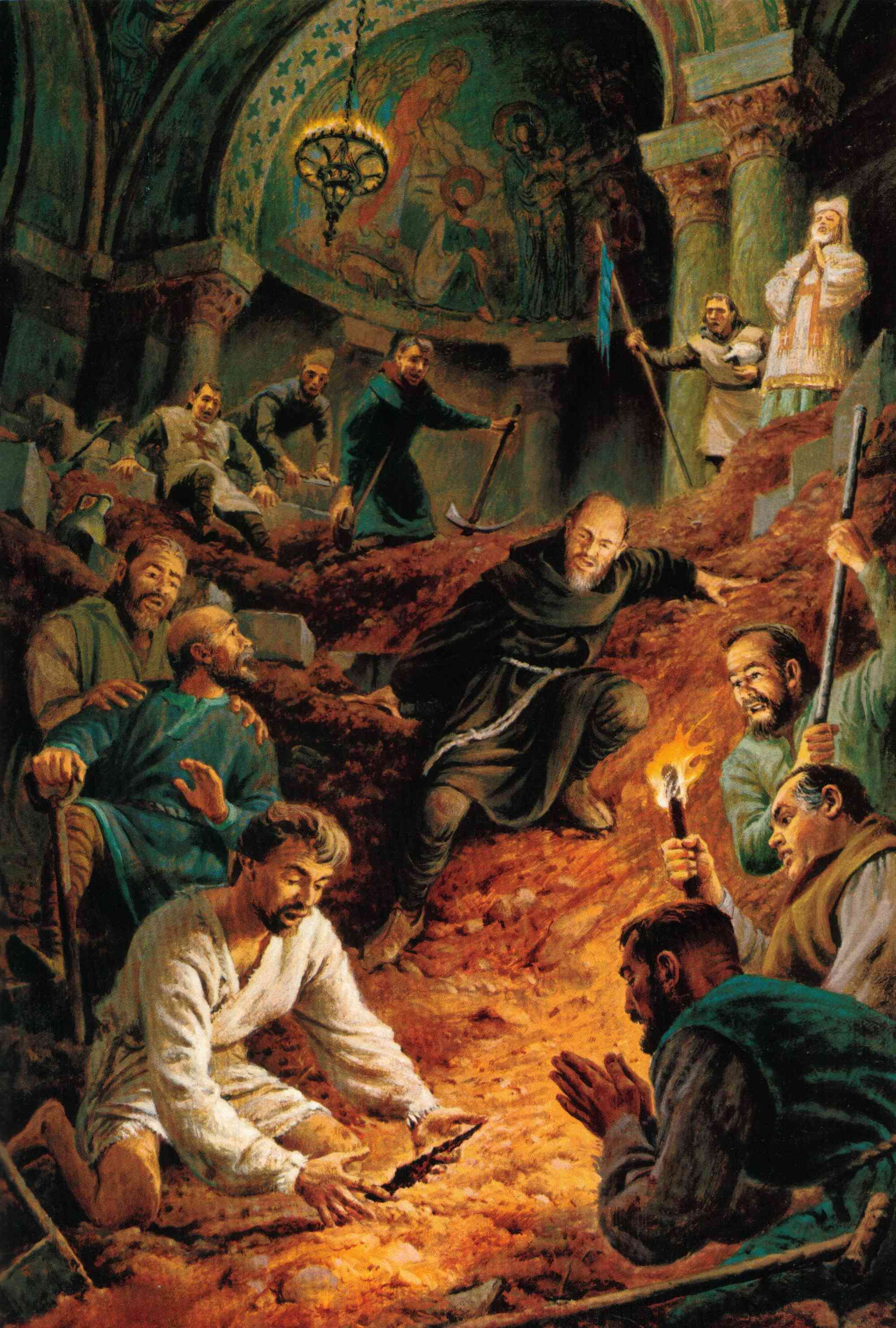
پیدایش سنانِ مقدّس در کلیسای جامع پطرس مقدّس، نقّاشی رنگ روغن از انجمن نشنال جئوگرافیک

در ۱۰ ژوئن یک روستایی ژنده‌پوش به نام پتر بارتلمه به خیمهٔ ریموند آمده و درخواست دیدار با او و اسقف آدهمار را نمود. او، که به نفس‌پرستی و دنیادوستی شهرت داشت، مدّعی شد که چندین بار سنت اندریاس در خواب بر او ظاهر شده و او را برای نمایاندن جایگاه سنانی مقدس و نیز سرزنش اسقف آدهمار برای رفتن به‌سوی خیمهٔ ریموند و اسقف، تشویق می‌کند. او ادعا می‌کرد این رؤیا را اولین بار در ۳۰ دسامبر دیده بود و آنکه مخفیگاه سنان در کلیسای جامع پطرس مقدس قرار دارد. مورّخانِ مسیحی نقل کرده‌اند «پتر به رویاهایش توجهی نکرده راه ادسا پیش می‌گیرد و سپس به راه قبرس می‌رود و در تمامی مدت رؤیاها برایش تکرار می‌گردد و به بازگشت به انطاکیه فرمانش می‌دهند. او به انطاکیه بازگشته و این رؤیا در نبرد ده ژوئن و هنگامی که مرگ را به چشم دیده‌بود، دوباره برایش تکرار می‌گردد. او سرانجام دل به دریازده و به خیمهٔ ریموند می‌رود.» سخنان او در اسقف آدهمار مؤثر نیفتاد ولی ریموند که شور مذهبی بالا و ایمانی ساده‌تر داشت سخنانش را پذیرفت و پس از پنج روز به‌همراه هم، جستجوی سنان را آغاز نمودند. در همین میان بود که ادعاهایی مبنی بر رویاهای گوناگون دیگری از افراد مطرح می‌شد. در میان این رؤیاها کشیشی خوشنام به نام استفان به نزد سران سپاه رفته، مدعی دیدار عیسی مسیح و سنت پیتر گردید و نوید همراهی و کمک مسیح در پنج روز آینده را در صورتی که از گناهان‌شان توبه نمایند، به آنان داد. اسقف که استفان را به‌عنوان مردی خوش‌نام می‌شناخت و او را به کتاب مقدس سوگند راستگویی داده بود، این ادعا را پذیرفت و سران سپاه را که شدیداً تحت تأثیر این رؤیاها بودند جمع کرده و از آنان به عشای ربانی برای عدم ترک انطاکیه سوگند گرفت. پیچیدن خبر این سوگند در میان سپاهیان باعث افزایش شور و شجاعت‌شان گردید و نیز ادعای پیشین پتر بارتلمه را تصدیق کرد. در شب چهاردهم ژوئن صلیبیون شهابی را مشاهده کردند که گویی در اردوگاه ترکان فروافتاد. در بامداد روز موعودِ پتر به‌همراه دوازده تن دیگر شامل ریموند و اسقف ارانژ و ریمون آگیلی (از تاریخ‌نگاران مشهور صلیبی) به کلیسای جامع پطرس مقدس رفته و تمامی روز به کاوش پرداختند و درحالی که ناامیدی بر آنان چیره شده بود پتر شخصاً به درون گودال رفته و هنگامی درخواست می‌کرد تا حاضران به دعا بپردازند قطعه‌ای آهنین را از میان گل‌ولای بیرون کشید. ریمون آگیلی مدعی است که خود شخصاً آن قطعهٔ آهنین را همان هنگام که به گل‌آغشته بود در آغوش کشیده است. پیچیده شدن خبر پیدایش سنان مقدس در میان صلیبیون، شور و شادی بزرگی برپا نمود.

امکان دارد پتر بارتلمه پس از بازگشت به انطاکیه و در هنگام آراستن مجدد کلیسا این قطعه آهن را در آنجا پنهان کرده بوده باشد و شاید هم دارای قدرتی بوده که می‌توانست فلزی را درون خاک تشخیص بدهد. شایان توجه است که در آن روزگار که معجزه امری عادی شمرده می‌شد، اسقف آدهمار بی‌پروا و بدون ترس او را مردی فریبکار و خطاکار معرفی می‌کرده و هیچگاه از این عقیده‌اش عقب ننشست.

Runciman, A History of the Crusades، ۲۴۵.
یکبار دیگر پتر ادعای دیدار آندره قدیس را نمود و گفت تنها راه چاره، درنگ نکردن در نبرد است و خواستار حملهٔ سریع بر سپاه ترکان، پس از پنج روز روزه برای بخشایش گناهان‌شان گردید و نوید پیروزی صلیبیون را داد و نیز آنان را از غارت اردوگاه ترکان منع کرد. در همین میان ریموند بیمار شده و بوهموند فرماندهی سپاه را به عهده گرفت. استیو رانیسمان احتمال اینکه بوهموند و پتر با یکدیگر همدست بوده باشند را دور از ذهن نمی‌داند. در حالی که روحیهٔ صلیبیون به شدت تقویت گردیده بود اوضاع در اردوگاه ترکان رو به وخامت می‌نهاند. کربغا که خود را نیازمند یاری رضوان می‌دانست به مذاکره با او پرداخت و اینکار باعث رنجش دقاق، امیر دمشق گردید (زیرا با یکدیگر دشمنی داشتند). در همین حین، میان امیرانِ حمص و منبج نیز اختلافاتی آشکار شد و حتی کار به جایی رسید که اختلافات میان ترکان و اعراب سپاه شدت یافته، بسیاری از اعراب و ترکان گریخته و به زادگاه‌شان بازگشتند.

### نبردِ انطاکیه
در ۲۴ ژوئن صلیبیون پیتر زاهد را به‌همراه یک فرانسوی مسلط به زبان‌های فارسی و عربی برای مذاکره به اردوگاه کربغا فرستادند. این فرصتی بود تا پیتر حیثیت آسیب دیده‌اش در اثر فرار پنج ماه پیشش را بازگرداند. از مذاکراتی که در میان آنان صورت پذیرفت جز افسانه‌هایی چیزی در دسترس نمانده و این گروه بدون هیچ نتیجه‌ای به شهر بازگشتند.
در این هنگام نبرد گریزناپذیر شده بود و بوهموند تصمیم گرفت راهی جنگ گردد. او در بامداد دوشنبه ۲۸ ژوئن سپاهش را به شش گروه تقسیم کرده و فرماندهی هر دسته را به یکی از فرماندهان سپرد. گروه نخست به فرماندهی هوگ ورماندو، گروه دوم به فرماندهی رابرت فلاندرز، گروه سوم به فرماندهی دوک رابرت، گروه چهارم به فرماندهی آدهمار و دسته پنجم و ششم را به فرماندهی خودش و تانکرد تعیین شدند. ۲۰۰ نفر را هم به‌همراه ریموند که در بستر بیماری بود در شهر باقی گذاشت. تاریخ‌نگار مشهور، ریموند آگلیرز خود مفتخر به حمل سنان مقدس در میدان نبرد گردید.

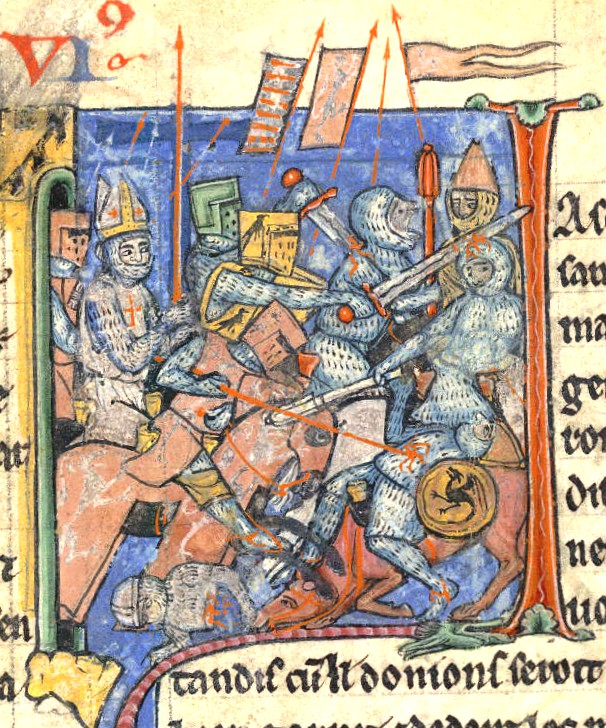
نبرد صلیبیون و کربغا در خارج از شهر، مینیاتوری از سده سیزدهم میلادی

به علت مرگ بسیاری از چهارپایان، شمار زیادی از شوالیه‌ها پیاده بودند و هر گروه نیز پرچم ویژهٔ خود را حمل می‌کرد. تمامی سپاهیان با روحیهٔ بالایی که از معجزات اخیر سرچشمه می‌گرفت از روی پل بارودار گذشته و از شهر خارج شدند. با خروج سپاهیان صلیبی از شهر، فرمانده عرب سپاه کربغا به نام ثاب بن محمود از او درخواست کرد بر سپاه صلیبی بتازند ولی کربغا نپذیرفت. او می‌خواست همهٔ سپاه صلیبی از شهر خارج شوند و آنگاه همه را با هم نابود کند ولی با مشاهدهٔ آرایش کامل صلیبیونی روحیه‌اش کمتر شده و چندین پیک را برای درخواست مذاکره صلح اعزام کرد ولی سپاه صلیبی بدون توجه به آنان پیشروی می‌کردند. کربغا همانند رسم دیرین ترکان سپاه خود را به زمین‌های ناهموار عقب کشید تا بتواند از آنجا سپاه صلیبی را تیرباران کند و دسته‌ای از سپاهش را برای دور زدن جناح چپ سپاه صلیبیون در کنارهٔ رود اعزام کرد. بوهموند بدون درنگ گروه هفتم را تشکیل داد و به سوی آنان فرستاد. نبرد به شدت در جریان بود و حتی پرچم‌دارِ آدهمار نیز کشته شد اما در نهایت کمانداران ترک نتوانسته جلوی پیشروی صلیبیون را بگیرند و همین باعث کاهش بیش از پیش روحیهٔ آنان گردید.
در همین هنگام روحیه و توان صلیبیون نیز مضاعف گردید و گویی جانی دوباره پیدا کرده بودند. ولی آن دسته از سپاهیانِ کربغا که تصمیم به ترک میدان نبرد گرفتند بزرگ‌ترین کمک برای پیروزی را به سپاه صلیبی نمودند. آنان، که از قدرت یافتنِ کربغا در صورتِ پیروزی در این جنگ بیمناک بودند، به‌همراهِ دقاق، امیرِ دمشق، از میدانِ نبرد گریختند و با فرارشان ترسی بزرگ در سپاه کربغا انداختند. در همین میان که کربغا تلاش می‌کرد نظم را به سپاه بازگرداند، سکمان ارتقی و امیرِ حمص نیز گریخته و کربغا که نبرد را شکست‌خورده یافته‌بود، خود نیز عقب نشست و تمامی سپاهیانش نیز سراسیمه پا به فرار گذاشتند. صلیبیون نیز که طبق دستور پتر بارتلمه از غارت اردوگاه خودداری می‌کردند، دست به تعقیب آنان زده و تا پل آهنین، شمار زیادی از فراریان را کشتند. بسیاری از فراریان نیز به دست مردم شام و ارامنهٔ آبادی‌ها و دهکده‌های اطراف انطاکیه کشته شدند. احمد بن مروان، که از ارگ نظاره‌گرِ نبرد بود، با مشاهدهٔ این شکست تسلیم گشت و در نتیجه نیز پادگان ارگ به سلامت آزاد گردیدند. احمد بن مروان نیز با پذیرش مسیحیت در شمار مردان بوهموند قرار گرفت.

## پیامد
با پیروزی بر ترکان و تصرّفِ شهر هنگام آن فرارسید تا فرمانروای شهر از میان صلیبیون برگزیده شود. علی‌رغم این که صلیبیون به غیر از ریموند در درگاه امپراتور سوگند خورده بودند که شهر را پس از تصرف به او واگذار کنند، بوهموند که نقشهٔ تصرف شهر و تسخیر ارگ را طرح کرده بود و تمایل به جایگاه حاکم شهر را داشت، توانسته بود حمایت سران صلیبیون را به خود جلب کند. با وجود اینکه عهد شکنی موجب نگرانی سران صلیبی بود ولی آنان با توجه به عدم یاری رساندن امپراتور در جنگ با ترکان و تسخیر شهر و دوری او از شهر و حتی ترک کردن آنان توسط نماینده امپراتور و همچنین رها کردن و پادگان گذاشتن در شهر تا هنگام رسیدن شخص امپراتور را کاری غیرممکن ارزیابی کرده و از سوی دیگر امکان اینکه مخالفت با بوهموند می‌توانست موجب آزردگی و رها کردن ادامه جهاد از سوی او که در آن هنگام یکی از بزرگ‌ترین سرداران صلیبی به‌شمار می‌رفت، شود، تصمیم گرفتند حمایت خود را از او ادامه دهند.
در این میان ریموند به همراهی آدههمار بر این باور بودند که با نسپردن شهر به امپراتور موجب خواهند شد که مسیحیان شرقی و بیزانسی‌ها از این جهاد همگانی خارج شوند و مسیر ارتباطی صلیبیون با غرب از و موقعیت رویارویی و مقابله در برابر ترکان با همراهی بیزانسی‌ها که بسیار حیاتی بود از دست برود. آنان که گمان میردند امپراتور در مسیر انطاکیه قرار دارد و از بازگشت او پس از دیدار با استفان کنت بلوآ بی اطلاع بودند، هیو، کنت ورماندوا را که آرزومند بازگشت به زادگاهش بود را برای گزارش و درخواست تعجیلش در رسیدن به انطاکیه، در اوایل ماه ژوئیه به سوی او فرستادند. از سوی صلیبیون تصمیم گرفتند برای استراحت و گذر از تابستان و همچنین مشخص کردن تکلیف انطاکیه، ادامهٔ حرکتشان به سوی اورشلیم را به اول ماه نوامبر موکول کنند. هیو با آنکه در مسیر خود در آناتولی مورد حمله ترکان قرار گرفت سرانجام توانست در پاییز خود را به قسطنطنیه رسانده و گزارش و خبرهای خود را به امپراتور برساند اما به علت رسیدن فصل سرما و زمستان امپراتور نمی‌توانست تا بهار سال بعد از آناتولی به سوی انطاکیه لشکرکشی کند.
بوهموند در انطاکیه توانست با جلب موافقت گودفری و با استفاده از فرصت ناشی از بیماری ریموند و آدهمار، کنترل ارگ را دست بگیرد و عملاً زمام تصمیم‌گیری در مورد امورات شهر را دست بگیرد. او در چهارم ژوئیه با اعطای امتیازات تجاری به جنوآیی‌هایی که پس از شکست کربغا عزم انطاکیه کرده بودند توانست تا حمایت آنان را در برابر رقیبان خود به جز ریموند کنت تولوز به دست آورد. گرچه ریموند در واکنش به این اقدامات بوهموند پل آهنین و کاخ یاغی سیان را به کنترل خود درآورد ولی بیماریش مانع شد که بتواند در برابر بوهموند کاری از پیش ببرد.

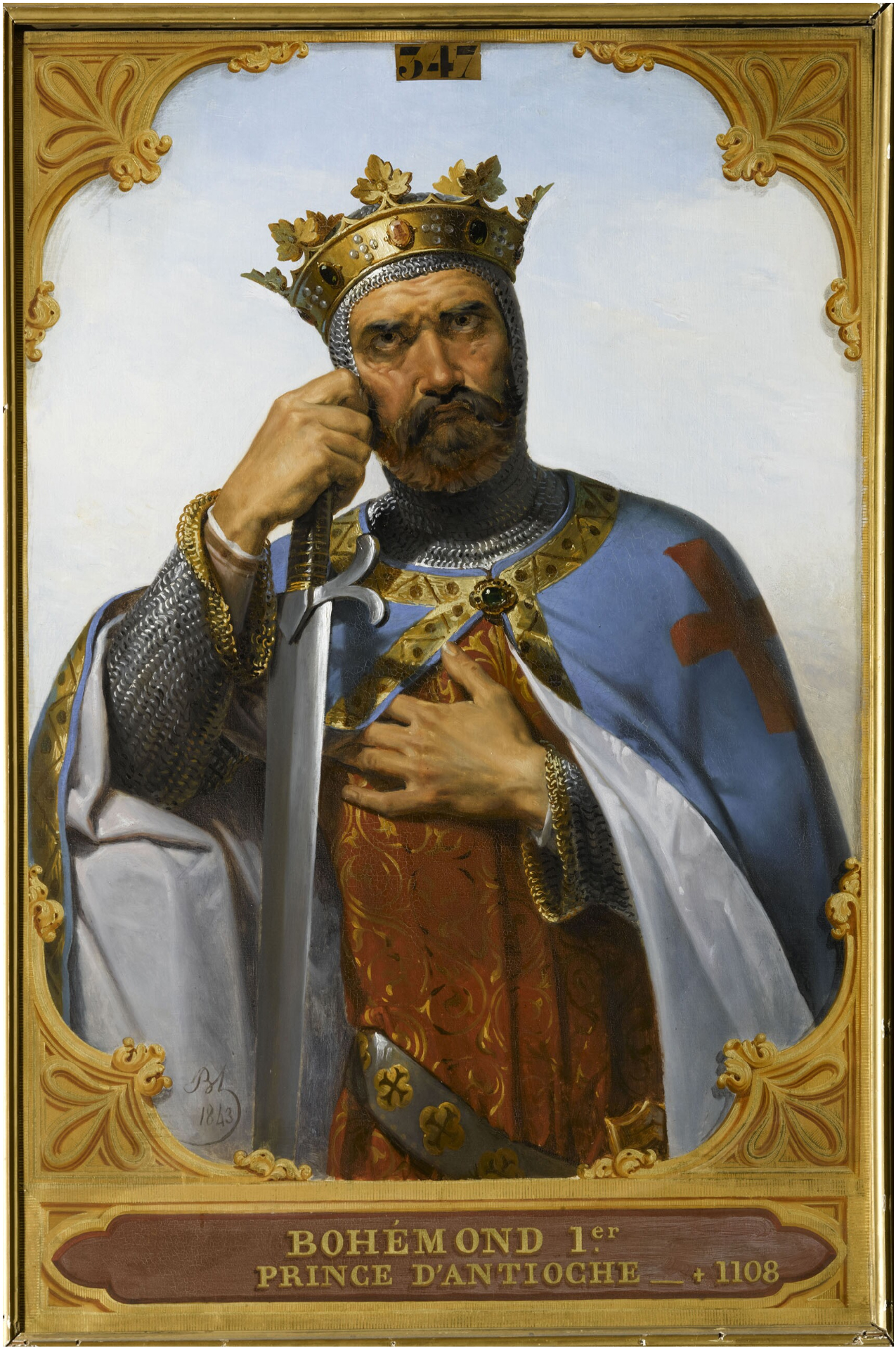
بوهموند یکم، تابلو رنگ روغن اثر مری ژوزف بلوندل در ۱۸۴۳ میلادی

در بین این کشاکش میان ریموند و بوهموند سران رده پایین سپاه در اطراف انطاکیه دست به تاراج می‌زدند یا به دنبال قلمرویی کوچک برای خود بودند، در این بین عده ای دیگر نیز به سوی ادسا می‌رفتند تا به جمع یاران بالدوین بپیوندند. در میان اینان فردی به نام ریموند پیلت که از افراد سپاه ریموند به‌شمار می‌رفت توانست در هفدهم ژوئیه از رود اورنتس گذر کرده و پس از سه روز شهر تلمنس و قلعه نزدیک به آن را همراه با استقبال مسیحیان شامی، از کنترل ترکان خارج کند. او به همراه مسیحیان بومی و شماری از سربازانش سپاهی فراهم کرد و به سوی معره النعمان اردو کشید ولی سپاه جنگ ندیده او در برابر شهر با مشاهده سپاه کمکی رضوان پا به فرار گذاشتند ولی او توانست موقعیت خود در تلمنس را در برابر رضوان حفظ کند.
در ژوئیه و در پی بروز بیماری شدیدی که در شهر انطاکیه همه گیر گردید آدهمار اسقف لوپوی در نخستین روز ماه اوت درگذشت و موجی از ناراحتی و عزا را در میان صلیبیون به راه انداخت. آدهمار جدای از توانایی‌های نظامی خوبش در میان سپاه نیز از محبوبیت بالایی برخوردار بود و از نیات پاپ آگاهی کامل داشت. درگذشت و فقدان او شد تا در میان مسیحیان تفرقه شدت یابد.
پتر بارتلمه که کینه آدهمار را به علت تشکیک‌های او نسبت به راستی گفتارش از یاد نبرده بود تنها شخصی بود از مرگ او ناراحت نبود. دو روز بعد او دوباره مدعی دیدن آندره قدیس شد و در آن آدهمار را دید که به علت تشکیک در راستی گفتار پتر مورد عذاب قرار گرفته و تنها به علت مساعدتش در نگهداری سنان و دعاهای بوهموند و سایر همکارانش مورد بخشودگی قرار گرفته است و خواستار خاکسپاریش در کلیسای جامع پطر قدیس است. پتر همچنین مدعی شد که آندره به او گفته است که ریموند و سایر صلیبیون باید به حاکم شهر اعتماد کرده و شهر را به او واگذار و خود و سپاه سریعتر شهر را ترک کرده به سوی اورشلیم که ده روز با آنها فاصله دارد به راه بیفتند وگرنه این سفر ده سال به طول خواهد انجامید.
ریموند همواره به صحت سنان یافت اعتقاد داشت و مشارکت خود در امر یافتن و نگهداری آن را یکی از عوامل پیروزی در برابر کربغا می‌دانست و عدهٔ زیادی از لشکریان نیز به این باور بودند. او می‌دانست اگر به صحت گفته‌های پتر خدشه وارد کند در حقیقت اعتبار خود را هم در نظر یارانش لکه دار می‌کند. با این وجود او پس از گذشت چند روز گفته‌ها و ادعاهای اخیر پتر را زیر سؤال برد. این مخالفت و تشویش ریموند از اعتقاد او مبنی بر لزوم واگذار کردن حکومت انطاکیه به امپراتور بیزانسی سرچشمه می‌گرفت. این تشکیک در سخنان پتر منجر به این موضوع گردید تا آنانی که در نهان از گذشته نسبت به صحت و اصالت سنان شک داشتند به همراه مردمان شمال فرانسه و نرمن‌ها از اندیشه‌های خود رونمایی کرده و به نام دفاع از اعتبار آدهمار که پیش از این نسبت به سنان و ادعاهای پتر شک روا داشته بود، بیش از پیش اعتبار سنان یافت شده را زیر سؤال ببرند. به عقیده رانیسمان این رویدادها تماماً موجب تقویت جایگاه بوهموند می‌شد.
شیوع بیماری در انطاکیه باعث گردیده بود تا سران صلیبیون به‌آبادی‌های اطراف بروند. در این میان بوهموند که معتقد بود حکومت او در انطاکیه باید کنترل سرزمین‌های کیلیکیه را هم شامل شود از کوهستان آمانوس گذر کرده و خود را به کیلیکیه رساند تا موجب تقویت و سازماندهی پادگانی که تانکرد در پاییز سال گذشته در آنجا مستقر کرده بود، شود. گادفری به سوی شمال و کنت نشین برادرش رفت و کنترل دو شهر از جمله تل باشر را از برادرش دریافت کرد و رابرت نرماندی نیز رو به سوی لاذقیه نهاد. تا سال ۱۰۸۴ که ترکان توانستند لاذقیه را فتح کنند، این شهر جنوبی‌ترین شهر امپراتوری بیزانس محسوب می‌شد اما مدتی از تسلط ترکان نگذشته بود که کنترل شهر به‌دست امیران عرب شیزر افتاد. در پاییز ۱۰۹۷ گاینمر بولونی توانست با ناوگان خود این شهر را به کنترل خود درآورد ولی طولی نکشید تا در ماه مارس ناوگان ادگار آتلینگ پس از تخلیه بارهایش در بندر سنت سیمون به سوی لاذقیه به حرکت درآمده و افراد گاینمر را از آنجا راند و پرچم امپراتوری را در آنجا افراشته کرد. چندی بعد، ادگار که نیروهای کمی برای باقی گذاشتن در شهر به عنوان پادگان داشت از صلیبیون در انطاکیه درخواست کمک نمود و پس از شکست سپاه کربغا رابرت نرماندی برای کمک به سوی لاذقیه رفته و از سوی امپراتور حکومت شهر را دریافت کرد. حکومت رابرت که بیشتر شبیه غارتگری بود اندکی بیشتر دوام نیافت و او پس از سه یا چهار هفته شهر را به حکمران بیزانسی قبرس واگذار کرد.
سران صلیبی در پی فروکش کردن بیماری در ماه سپتامبر و لزوم وجود رهبری قدرتمند و فراگیر در میان خود، تصمیم گرفتند تا با ارسال نامه ای شرح اقدامات انجام گرفته را به او رسانده و از او بخواهد تا به انطاکیه بیاید و آنان را رهبری کند. در این نامه که امضای بوهموند در بالای آن و پیش از امضای دیگران آورده شده بود از لزوم تکیه دادن بر تخت نخستین پاپ در کلیسای جامع پیتر مقدس، دیدار پاپ از شهر مقدس و شرح نامهربانی عیسویان بومی که از آنان با لقب کفار آورده شده بود، سخن رفته بود. انتظار دریافت پاسخ برای این نامه سبب شد مسئله تعیین فرمانروا برای انطاکیه تا مدتی فراموش شود.
در اثر جنگ طولانی مدت در انطاکیه و جلگه اطراف شهر هیچ‌گونه کشت و کار و محصولی برداشت نشده و گرسنگی در حال غلبه بر سپاه صلیبی بود که ریموند تصمیم گرفت برای یافتن منابع غذایی مناطق مسلمان نشین اطراف را غارت کند. پیش از عملی شدن نیات ریموند و در همین هنگام، عمر، امیر اعزاز که بر سر راه ادسا به انطاکیه واقع شده بود، در برابر رضوان دست به خودرایی زده و از گادفری درخواست کمک کرد. گادفری نیز به همراه ریموند به کمک او شتافته و سپاه رضوان که از نزدیک شدن عیسویان آگاه شد از شهر عقب‌نشینی کرده و عمر دست نشانده گادفری شده و با او عهد وفاداری بست. این رویداد نشان داد علاوه بر اینکه مسلمانان در اختلافات خود از صلیبیون کمک جستند، صلیبیون نیز این آمادگی را کسب کردند تا دست‌نشاندگی مسلمانان را بپذیرند. در راه بازگشت ریموند توانست از آبادی‌های اطراف منطقه خواربار مناسبی را جمع‌آوری کند ولی در راه بازگشت، شمار زیادی از نیروهایش را در کمین‌های پی در پی سربازان ترک از دست داد.
پتر بارتلمه در ماه اکتبر بار دیگر مدعی دریافت الهاماتی از آندره قدیس مبنی بر آغاز حرکت به سوی اورشلیم شد ولی ریموند بدون توجه به او قصد کرد تا برای یافتن آذوقه مورد نیاز سپاه به مناطق در کنترل مسلمانان حمله ببرد. او که پیش از این جلگه روج را به کنترل خود درآورده بود، از آنجا به سوی جنوب حرکت کرد و شهر باره را تصرف کرد و همه مردم تسلیم شده شهر را کشته و به بردگی گرفت و در انطاکیه به فروش رساند. او در این شهر همه مساجد را به کلیسا تبدیل کرد و یکی از کشیشان لاتین سپاه خود را به مقام اسقفی این شهر منصوب نموده و این انتصاب مورد تأیید ژان پاتریارک انطاکیه نیز قرار گرفت.
از آنجا که حرکت به سوی اورشلیم به وسیله سران صلیبیون برای ماه نوامبر تعیین و برنامه‌ریزی شده بود، آنان حرکت خود را به سوی انطاکیه آغاز کردند. در روز پنجم نوامبر آنان در کلیسای پطر مقدس جمع شده و به مشورت پرداختند و معلوم گردید هیچ‌کدام موافق نظرات دیگری نیستند. با آغاز سخن رفتن از سپردن انطاکیه به بوهموند که توسط یاران او طرح شده بود اختلافات در میان جمع زبانه کشید و ریموند سوگند صلیبیون به امپراتور را یادآور شده و به مخالفت برخاست. پس از چند روز از گذشت آغاز این جلسات صبر سپاهیانی که در بیرون در انتظار بودند به پایان رسید و به شرکت کنندگان در اجلاس اولتیماتوم دادند که آنان خواهان حرکت هرچه سریعتر به سوی اورشلیم و رها کردن طمع کاران به انطاکیه و منتظران هدایای امپراتورند و پیش از ترک شهر، آن را نابود خواهند کرد. سران سپاه با دیدن این وضعیت و اینکه اختلافات میان ریموند و بوهموند به آستانه جنگ رسیده بود به این نتیجه رسیدند که جلسه ای محدود به سران بزرگ سپاه برگزار کنند و در آن تصمیم برآن شد تا برای سرگرم شدن سپاهیان تا هنگام حرکت اصلی به سوی اورشلیم به معره نعمان که بر مسیر جنوب و جناح چپ سپاه، مشرف بود، حمله ببرند و کنترل سه چهارم انطاکیه و ارگ توسط بوهموند و پل بارودار و قصر توسط ریموند به رسمیت شناخته شد.

در معره‌نعمان، نیروهای ما کافران بالغ را در دیگ‌های پخت‌وپز، می‌پختند و بچه‌ها را نیز به سیخ کشیده و بریان شده حریصانه می‌خوردند…

ریموند و کنت فلاندرز در ۲۳ نوامبر به سوی روج و باره حرکت و در ۲۷ به مقابل باروهای معره نعمان رسیدند. آنان در سحرگاه روز بعد به باروهای شهر حمله کرده ولی راهی به جایی نبرد. در عصر همان روز بوهموند نیز به آنان ملحق شد و حمله‌ای دیگر به باروهای شهر شکست خورد در نتیجه شهر به مدت دو هفته محاصره کامل درآمد. با وجود کمبود آذوقه در روز ۱۱ دسامبر با ادعای پتر مبنی بر نزدیک بودن پیروزی، سپاهیان ریموند برج چوبینی که ساخته بودند را به سوی دیوارهای شهر رانده ولی نتوانستند از فراز آن راه به جایی ببرند ولی سربازانی که در پای برج حاضر بودند توانستند پای دیوار را کنده و قسمت از آن را تخریب کرده و در پی این اتفاق به درون شهر حمله برده و دست به تاراج بزنند. بوهموند با حسادت ورزی نسبت به این کامیابی ریموند اعلام داشت تا در صورت تسلیم شدن شهر به تسلیم شدگانی که در سرسرای دروازه شهر جمع شوند پناه خواهد داد. با فرا رسیدن شهر مردم شهر چند دسته شده شماری به سرسرای اعلامی رفته و عده ای نیز خانه‌های خود را سنگربندی کردند و اعلام کردند در صورت تأمین جانی، مطیع صلیبیون خواهند شد. با دمیدن سحرگاه بار دیگر جنگ درگرفت و صلیبیون که با تمام نیرو به درون شهر وارد شده بودند هرکس را یافتند از دم تیغ گذرانده و تمام خانه‌ها را چپاول و سوزاندند. از کسانی که در سرسرا پناه گرفته بودند، مردان کشته شده و زنان و کودکان به بردگی گرفته شدند.

ریموند و بوهموند هر کدام مدعی کسب این پیروزی شده و موجب شدند میان سربازان نرمن و پروانسی، کینه‌توزی و ستیز دربگیرد. بوهموند که جز در ازای در اختیار گرفتن مناطق ریموند در انطاکیه حاضر به ترک شهر نبود اظهارات پتر را مشکوک خواند و در برابر ریموند قصد داشت کنترل شهر را به اسقف باره واگذار کند. با گسترش نافرمان در میان سپاه و درخواست آغاز حرکت به سوی اورشلیم و پیشنهاد سپه سالاری به ریموند، او پس از سه روز به سوی روج حرکت کرد، بوهموند نیز شهر را به سوی انطاکیه ترک کرده و کنترل شهر به اسقف باره سپرده شد. 

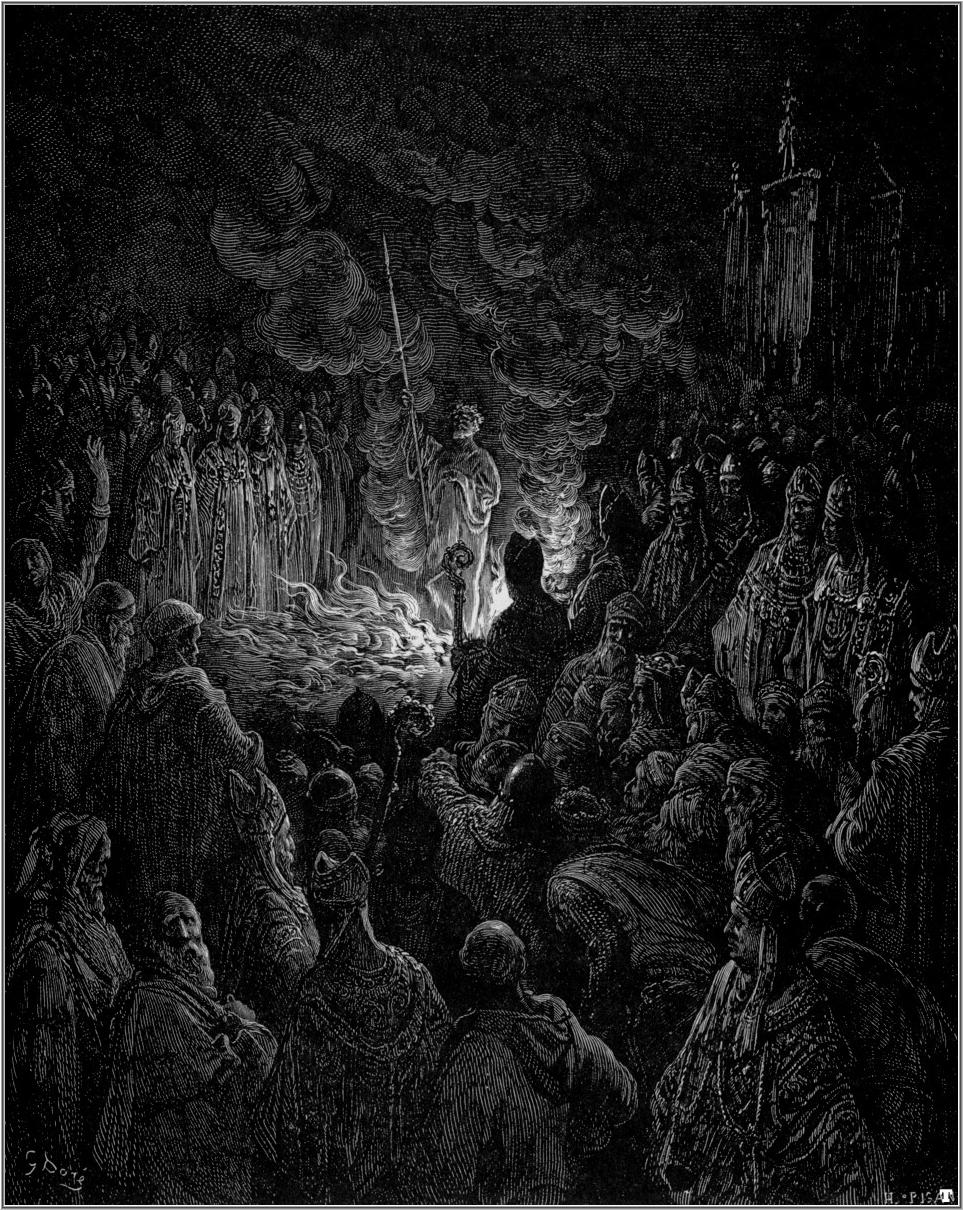
گذر پتر بارتلمه از میان آتش، اثر گوستاو دوره

هنگام بحث در مورد این دوره، یک دیدگاه تاریخ‌نگاری عام که توسط برخی از محققان مطرح شده این است که فرانک‌های شمال فرانسه، پروانسی‌های جنوب فرانسه و نورمن‌های جنوب ایتالیا خودشان را «ملت‌های» جداگانه می‌نامیدند، و از آنجایی که هریک تلاش داشتند جایگاه خودشان را بهبود دهند، موجب ایجاد درگیری و اغتشاش می‌شدند. تاریخ‌نگاران دیگری نیز در کنار اختلافات نژادی، مقصر و دلیل اصلی این درگیری‌ها را جاه‌طلبی‌های شخصی بر سر قدرت میان رهبران صلیبی دانسته‌اند.
با این وجود ریموند نسبت به آغاز حرکت هنوز تعلل می‌کرد و راضی به واگذاری انطاکیه به بوهموند نبود. بوهموند هم که نسبت به خشم سپاهیان ریموند برای آغاز حرکت آگاه بود پیشنهاد کرد حرکت سپاه تا روز عید پاک به عقب افتد. ریموند از سران صلیبی دعوت کرد تا به روج آمده و در آنجا قصد داشت تا با پرداخت مقادیری رشوه آنان را خریده و سپهسالاری خود را بر آنان تحمیل کند ولی پیشنهادهای او بی‌نتیجه ماند. در همین هنگام ذخایر آذوقه سپاه صلیبی که در معره نعمان حضور داشت به انتها رسید و وضعیت چنان وخیم گردید که سپاهیان به آدم‌خواری روی آوردند. آنان که از صبر کردن ناامید شده بودند، باروهای شهر را منهدم کردند و شهر را به آتش کشیدند. ریموند با آگاهی از وضعیت به معره نعمان رفته و با مشاهده وضعیت در سیزدهم ژانویه ۱۰۹۹ در پیشاپیش سپاه و برای شبیه کردن هرچه بیشتر خود به رهبر زائران، با پای پیاده به سوی اورشلیم به راه افتاد. دست نشاندگان ریموند یعنی ریموند پیلت، اسقف باره و پادگان سربازان ریموند در انطاکیه نیز، همگی با شنیدن حرکت سپاه، موقعیت‌های خود را رها کرده و به او پیوستند. از سران صلیبی رابرت نرماندی، تانکرد و کمی بعد گادفری و رابرت فلاندرز هم همراه سپاه ریموند شدند ولی بوهموند و بالدوین در شهرهایی که تسخیر کرده بودند باقی ماندند. بدین ترتیب بوهموند فرمانروای انطاکیه و ریموند نیز سپهسالار کل سپاه صلیبی در حمله به اورشلیم شد. در نتیجه بوهموند به عنوان نخستین شاهزادهٔ انطاکیه، دولت شاهزاده‌نشین انطاکیه را بنیان نهاد.
سرانجام صبر سپاهیانی که در مورد الهامات پی‌درپی پتر بارتلمه شک داشتند به سرآمده حملات لفظی زیادی را علیه او آغاز کردند و پتر که خشمگین گشته بود وعده کرد برای اثبات راستی گفتارش از میان آتش گذر کند آزمایش در ۸ آوریل روی داد و پتر همراه سنان مقدس از میان آتش گذر کرد و بر اثر سوختگی‌های زیادش پس از دوازده روز درگذشت. با اینکه سنان به‌شدت بی‌اعتبار شده بود اما ریموند و پروانسی‌ها همچنان آن را محترم دانسته و در نزد خود نگه داشتند.

## منبع‌شناسی